# Championnat d'Allemagne de football
Cet article traite uniquement de la compétition masculine. Pour la compétition féminine, voir Championnat d'Allemagne féminin de football.
Cet article traite uniquement de la compétition Allemande. Pour la compétition Autrichienne, voir Bundesliga (Autriche).
Le Championnat d'Allemagne de football est créé en 1903. Jusqu'en 1963, le statut des clubs est amateur et le championnat national consiste en une phase finale entre les différents champions régionaux. Le championnat professionnel à poule unique, la Bundesliga (en français ligue fédérale), est créé en 1963. Le Bayern Munich détient le record du nombre de victoires, avec 33 titres.

## Histoire
L'histoire du championnat d'Allemagne de football connut quatre grandes périodes distinctes. La première ère fut celle des « fédérations régionales ». Elle s'écoula de 1903 à 1933. Elle fut suivie de l'ère des Gauligen exigées et mises en place par le Régime nazi. Elle prévalut de 1934 à 1944. La saison 1944-1945 resta « blanche » pour des raisons facilement compréhensibles. Vint ensuite l'ère des Oberligen de 1947 à 1963 et enfin l'ère « moderne », celle de la Bundesliga.

### Ère des «Fédérations régionales»

#### Le temps des pionniers (1903-1914)
| Saison    | Champion                     |
| --------- | ---------------------------- |
| 1902-1903 | VfB Leipzig (1)              |
| 1903-1904 | Titre non attribué           |
| 1904-1905 | Berliner TuFC Union 1892 (1) |
| 1905-1906 | VfB Leipzig (2)              |
| 1906-1907 | Fribourg FC (1)              |
| 1907-1908 | Viktoria Berlin (1)          |
| 1908-1909 | Phönix Karlsruhe (1)         |
| 1909-1910 | Karlsruher FV (1)            |
| 1910-1911 | Viktoria Berlin (1)          |
| 1911-1912 | Holstein Kiel (1)            |
| 1912-1913 | VfB Leipzig (3)              |
| 1913-1914 | SpVgg Fürth (1)              |

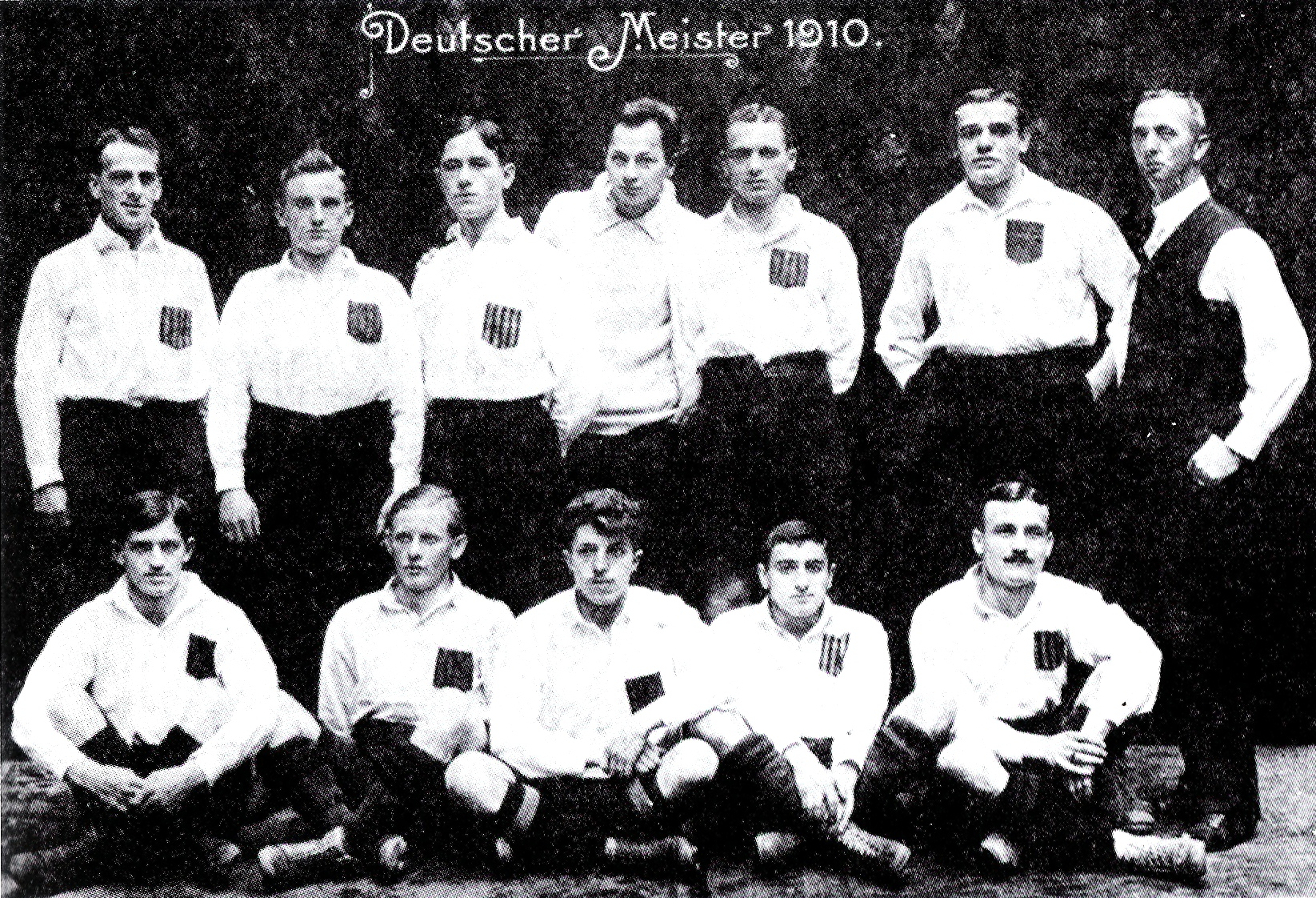
L'équipe du Karlsruher FV championne d'Allemagne en 1910.

La création de la Fédération allemande de football ((de) Deutscher Fußball-Bund, abrégé en DFB) le 28 janvier 1900 à Leipzig permet de regrouper sous le même toit les différentes fédérations régionales jusqu'alors autonomes. Les membres fondateurs recensés sont au nombre de 86 clubs. Certains de ceux-ci sont alors déjà membres d'une association locale ou régionale créée bien plus tôt, d'autres se présentent à titre individuel.
La fédération nouvellement créée organise la première phase finale du championnat d'Allemagne dès 1903 en faisant s'affronter les champions régionaux entre eux. Cette première édition du championnat est remportée par le VfB Leipzig face au DFC Prague. Outre le VfB Leipzig, d'autres grands clubs se développent alors, comme le Britannia Berlin, le Karlsruher FV, le Karlsruher FC Phönix, le BFC Viktoria 1889, le Duisburger SV ou le Holstein Kiel.
De 1903 à 1914, la phase finale regroupe de 6 à 8 clubs, avec cependant deux exceptions notables : en 1905, il y eut onze équipes tandis que l'édition 1910 en compta 9.

#### Après la Première Guerre mondiale (1920-1933)
| Saison    | Champion               |
| --------- | ---------------------- |
| 1919-1920 | FC Nuremberg (1)       |
| 1920-1921 | FC Nuremberg (2)       |
| 1921-1922 | Titre non attribué     |
| 1922-1923 | Hambourg SV (1)        |
| 1923-1924 | FC Nuremberg (3)       |
| 1924-1925 | FC Nuremberg (4)       |
| 1925-1926 | SpVgg Fürth (2)        |
| 1926-1927 | FC Nuremberg (5)       |
| 1927-1928 | Hambourg SV (2)        |
| 1928-1929 | SpVgg Fürth (3)        |
| 1929-1930 | Hertha BSC Berlin (1)  |
| 1930-1931 | Hertha BSC Berlin (2)  |
| 1931-1932 | Bayern Munich (1)      |
| 1932-1933 | Fortuna Düsseldorf (1) |

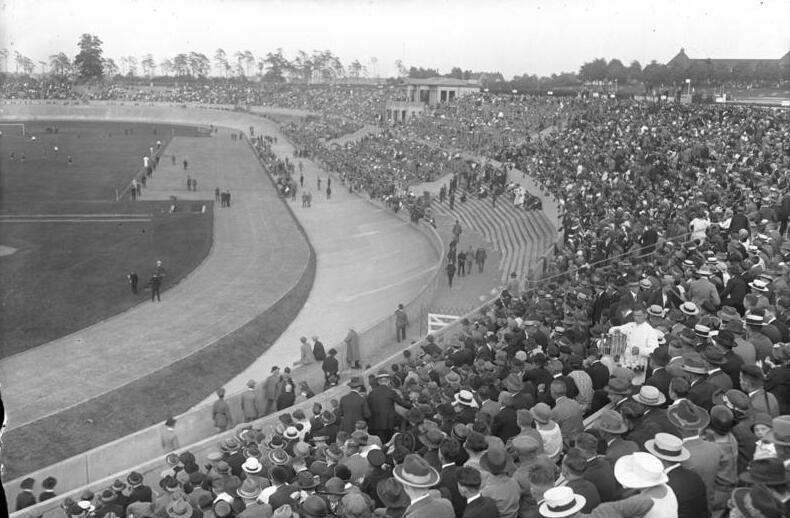
Finale du championnat en 1924

Le 1. FC Nuremberg remporte cinq titres nationaux dans les années 1920.
La finale de 1922 oppose le Hambourg SV au 1. FC Nuremberg. Le match est arrêté à 2-2 après 189 minutes de jeu et un match d'appui est organisé. Lors de la prolongation de celui-ci et sur le score de 1-1, l'équipe de Nuremberg est réduite à sept joueurs après expulsions et blessures. L'arbitre arrête alors la partie et Hambourg est déclaré champion mais refuse le titre. Le HSV fait ensuite marche arrière en affirmant que son refus initial était dû à l'insistance de la DFB, qui nie cette version. Dans son palmarès officiel, la DFB n'attribue pas le titre de 1922.
De 1920 à 1924, la phase finale compte sept ou huit équipes. À l'occasion de l'édition 1925 survient un premier changement important, la phase finale est ouverte à 16 clubs. Les fédérations régionales disposent de trois ou deux qualifiés chacune.

### Ère desGauligen(1933-1944)
| Saison    | Champion         |
| --------- | ---------------- |
| 1933-1934 | Schalke 04 (1)   |
| 1934-1935 | Schalke 04 (2)   |
| 1935-1936 | FC Nuremberg (6) |
| 1936-1937 | Schalke 04 (3)   |
| 1937-1938 | Hanovre 96 (1)   |
| 1938-1939 | Schalke 04 (4)   |
| 1939-1940 | Schalke 04 (5)   |
| 1940-1941 | Rapid Vienne (1) |
| 1941-1942 | Schalke 04 (6)   |
| 1942-1943 | Dresdner SC (1)  |
| 1943-1944 | Dresdner SC (2)  |

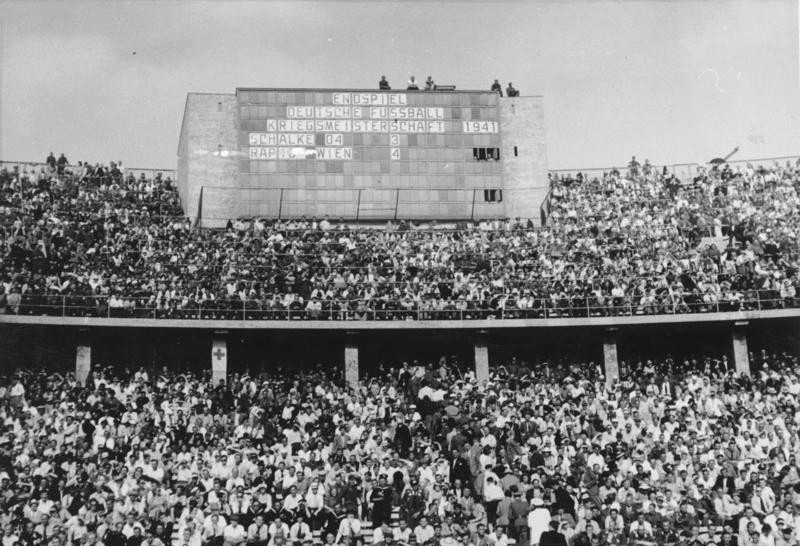
Finale du championnat en 1941 entre Rapid Vienne et Schalke 04

La prise de pouvoir des nazis conduit à une réforme des structures du football allemand. Les grandes fédérations régionales sont dissoutes et remplacées par de nouvelles structures qui organisent chacune une Gauliga. Les vainqueurs des 16 Gauligen se retrouvent ensuite lors d'une phase finale pour déterminer le club champion d'Allemagne.
La formule de la compétition est également modifiée. Les 16 équipes sont réparties en quatre groupes de quatre et s'y rencontrent en matchs aller-retour. Les quatre vainqueurs de groupe se disputent le titre lors de deux demi-finales et d'une finale. Cette nouvelle formule a pour effet de concentrer la compétition.
Jusqu'en 1938, le nombre des Gauligen reste constant. Ce nombre augmente ensuite avec l'expansion du territoire du Troisième Reich au cours de la Seconde Guerre mondiale, exemple de la Gauliga Alsace, et avec la scission de Gauligen existantes rendue nécessaire par la guerre qui ne permet plus de faire de longs déplacements.
Le FC Schalke 04 remporte dix des douze titres mis en jeu entre 1933 et 1945. Après l'Anschluss de 1938, l'Autriche est renommée Ostmark (Marches de l'Est) et une Gauliga Ostmark est créée en tant que partie du championnat allemand. C'est ainsi le Rapid Vienne figure officiellement au palmarès du championnat allemand en 1941. À la même époque, le First Vienna remporte le Tschammer Pokal, l'ancêtre de l'actuelle Coupe d'Allemagne de football qu'est le DFB-Pokal.

### Ère desOberligen(1947-1963)
| Saison    | Champion                |
| --------- | ----------------------- |
| 1947-1948 | FC Nuremberg (7)        |
| 1948-1949 | VfR Mannheim (1)        |
| 1949-1950 | VfB Stuttgart (1)       |
| 1950-1951 | FC Kaiserslautern (1)   |
| 1951-1952 | VfB Stuttgart (2)       |
| 1952-1953 | FC Kaiserslautern (2)   |
| 1953-1954 | Hanovre 96 (2)          |
| 1954-1955 | Rot-Weiss Essen (1)     |
| 1955-1956 | Borussia Dortmund (1)   |
| 1956-1957 | Borussia Dortmund (2)   |
| 1957-1958 | Schalke 04 (7)          |
| 1958-1959 | Eintracht Francfort (1) |
| 1959-1960 | Hambourg SV (3)         |
| 1960-1961 | FC Nuremberg (8)        |
| 1961-1962 | FC Cologne (1)          |
| 1962-1963 | Borussia Dortmund (3)   |

La première édition officielle du championnat après la guerre n'eut lieu qu'en 1947-1948. Les huit clubs qui y participèrent étaient les champions et vice-champions des zones d'occupation américaine, britannique et française en Allemagne, le champion de la zone d'occupation soviétique et le vainqueur du championnat de Berlin.
À partir de la saison suivante, les clubs situés dans la zone d'occupation soviétique disputèrent leur propre compétition, qui devint à partir de l'édition 1949-1950 et la création de la République démocratique allemande le championnat de RDA de football.
À partir de l'édition 1948-1949, le championnat d'Allemagne devint donc celui de la République fédérale d'Allemagne (RFA). Les clubs furent répartis en cinq zones géographiques (Nord, Ouest, Sud-Ouest, Sud et Berlin). Chaque zone délégua un ou deux clubs pour la phase finale nationale.
Cette phase finale fut jouée selon différentes formes. Son nombre de participants évolua avec le temps. En 1949, ils furent 9 puis 16 en 1950. Ces deux éditions se disputèrent selon le principe de match à élimination directe. À partir de l'édition 1950-1951, le tour final fut de nouveau joué à 8 mais cette fois les qualifiés étaient répartis en deux groupes de quatre équipes. Les deux vainqueurs de poule jouant la grande finale. En 1954, il n'y eut que six participants, répartis en deux groupes de 3. Pour la saison suivante, on retrouva la forme à 8 (2x4). Mais dès 1956, ils furent 9. Un tour préliminaire éliminait une formation avant la phase de groupes (2-4). La structure resta alors figée jusqu'au terme de la saison 1962-1963.

### Ère de laBundesliga(depuis 1963)
Ce fut donc à partir de la saison 1963-1964 que DFB se dota d'une « série nationale unique » désignant le champion au terme d'un championnat nommé « Ligue fédérale » (Bundesliga). À partir de ce moment, les seules évolutions qui survinrent encore concernèrent les étages inférieurs d'une pyramide qui se structura progressivement vers la forme qu'elle connaît de nos jours.
Pendant les dix ans qui suivirent, soit jusqu'au terme de la saison 1973-1974, le 2e niveau du football allemand porta le nom de Regionalliga (Ligue régionale). Il se composa de cinq séries « régionales ». Les champions n'étaient pas assurés de rejoindre la plus haute division puisqu'un tour final désignait les deux élus annuels.

#### Les débuts (1963-1968)
| Saison    | Champion                |
| --------- | ----------------------- |
| 1963-1964 | 1. FC Cologne (2)       |
| 1964-1965 | Werder Brême (1)        |
| 1965-1966 | TSV Munich 1860 (1)     |
| 1966-1967 | Eintracht Brunswick (1) |
| 1967-1968 | 1. FC Nuremberg (9)     |

La première journée de la première saison de la nouvelle Bundesliga a lieu le 24 août 1963. Le premier but du championnat est marqué après seulement 58 secondes par Timo Konietzka du Borussia Dortmund dans la rencontre contre le Werder Brême. Les huit matchs de cette première journée sont suivis par 327 000 spectateurs dans les différents stades. Le club du 1. FC Cologne, à l'époque déjà géré comme un club professionnel, domine et remporte le premier championnat de Bundesliga avec seulement deux défaites et six points d'avance sur le Meidericher SV.

#### Bayern contre Mönchengladbach (1969-1977)
| Saison    | Champion                     |
| --------- | ---------------------------- |
| 1968-1969 | Bayern Munich (2)            |
| 1969-1970 | Borussia Mönchengladbach (1) |
| 1970-1971 | Borussia Mönchengladbach (2) |
| 1971-1972 | Bayern Munich (3)            |
| 1972-1973 | Bayern Munich (4)            |
| 1973-1974 | Bayern Munich (5)            |
| 1974-1975 | Borussia Mönchengladbach (3) |
| 1975-1976 | Borussia Mönchengladbach (4) |
| 1976-1977 | Borussia Mönchengladbach (5) |

Le championnat est secoué au début des années 1970 par un scandale de matchs truqués, découvert par le président des Kickers Offenbach Horst-Gregorio Canellas le 6 juin 1971. Le résultat de certains matchs est manipulé, ce qui permet aux clubs de Rot-Weiß Oberhausen et Arminia Bielefeld de ne pas descendre en division inférieure. Sur les huit dernières journées de la saison 1970-1971, ce sont 18 rencontres qui sont manipulées. 52 joueurs, deux entraîneurs et six dirigeants de club qui sont sanctionnés. Les clubs de Kickers Offenbach et Arminia Bielefeld sont également exclus du championnat.
Lors de la saison 1974-1975 fut créée la Zweites Bundesliga (ou 2. Bundesliga). Le niveau Regionalliga disparut, et fut remplacé par la plus haute division amateur de chaque région où un tour final annuel désignait les montants (le nom de la plus haute division pouvait varier d'une région à l'autre). Cette formule ne concerna pas les régions « Nord » et « Berlin » qui recréèrent une « Oberliga ». La 2. Bundesliga fut jouée en deux séries (Nord et Sud) jusqu'en 1981.
La Bundesliga est dominée durant les années 1970 par deux clubs, le Borussia Mönchengladbach qui est sacré en 1970, 1971, 1975, 1976 et 1977, et par le Bayern Munich sacré quant à lui en 1969, 1972, 1973 et 1974. Cette domination des deux clubs s'achève néanmoins en 1978 avec le sacre du 1. FC Cologne puis du Hambourg SV en 1979.

#### Nord contre Sud (1978-1990)
| Saison    | Champion           |
| --------- | ------------------ |
| 1977-1978 | 1. FC Cologne (3)  |
| 1978-1979 | Hambourg SV (4)    |
| 1979-1980 | Bayern Munich (6)  |
| 1980-1981 | Bayern Munich (7)  |
| 1981-1982 | Hambourg SV (5)    |
| 1982-1983 | Hambourg SV (6)    |
| 1983-1984 | VfB Stuttgart (3)  |
| 1984-1985 | Bayern Munich (8)  |
| 1985-1986 | Bayern Munich (9)  |
| 1986-1987 | Bayern Munich (10) |
| 1987-1988 | Werder Brême (2)   |
| 1988-1989 | Bayern Munich (11) |
| 1989-1990 | Bayern Munich (12) |

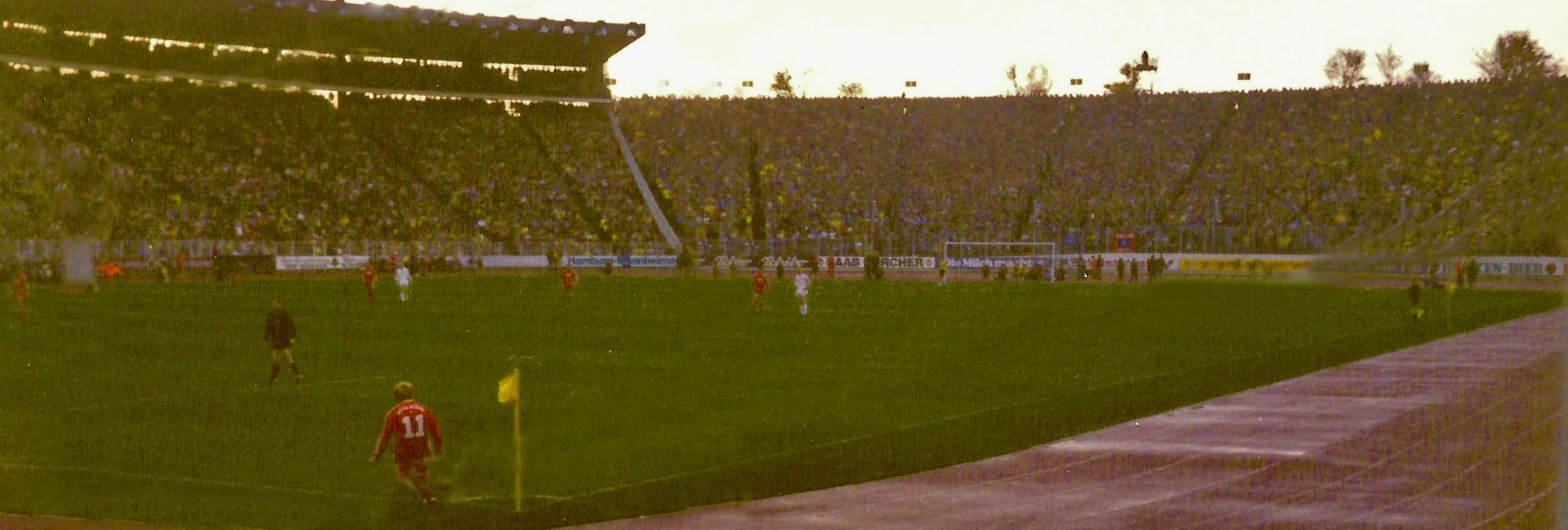
Rencontre Hambourg SV – Bayern Munich en 1981

Le nombre de spectateurs présents dans les stades diminue dans les années 1980. Ceci en partie en raison des transferts de plusieurs très bons joueurs allemands de la Bundesliga vers des clubs étrangers. Le transfert le plus spectaculaire de cette période est celui de Karl-Heinz Rummenigge du Bayern Munich à l'Inter Milan pour plus de 10 millions de Deutsche Mark. À travers les succès de Boris Becker et Steffi Graf, l'intérêt du public et des médias se dirige vers le tennis. Malgré les bons résultats de l'équipe d'Allemagne de football, qui parvient en finale de la Coupe du monde 1982 et de la Coupe du monde 1986, le football devient moins attractif. Pour contrer la diminution du nombre de spectateurs en hiver et pour diminuer le nombre de matchs remis, la pause hivernale du championnat est allongée à huit semaines.
À partir de la saison 1978-1979, la pyramide du football allemand fut remodelée. Les Oberligen Nord et Berlin furent rejointes par six homonymes régionales (Baden-Württemberg, Bayern, Hessen, Nordrhein, Südwest et Westfalen). Chaque série eut un montant vers la 2. Bundesliga, excepté Berlin, dont le champion devait jouer un test-match contre le vice-champion du Nord. Mais ce procédé ne fut appliqué que deux saisons car à la fin de la compétition 1980-1981, un nouveau changement intervint : La 2. Bundesliga fut réduite à une seule série. Cela obligea à reléguer de trois à six clubs selon l'Oberliga concernée. Par la suite, la procédure appliquée prévoyait quatre relégués annuels depuis le 2e niveau. Les huit champions des Oberligen devaient disputer un tour final pour désigner les quatre élus à la promotion. Cette méthode resta en vigueur jusqu'à la réunification allemande.

#### Réunification et commercialisation (1991-1999)
| Saison    | Champion                 |
| --------- | ------------------------ |
| 1990-1991 | 1. FC Kaiserslautern (3) |
| 1991-1992 | VfB Stuttgart (4)        |
| 1992-1993 | Werder Brême (3)         |
| 1993-1994 | Bayern Munich (13)       |
| 1994-1995 | Borussia Dortmund (4)    |
| 1995-1996 | Borussia Dortmund (5)    |
| 1996-1997 | Bayern Munich (14)       |
| 1997-1998 | 1. FC Kaiserslautern (4) |
| 1998-1999 | Bayern Munich (15)       |

À partir du début des années 1990, le football regagne à nouveau en popularité. Ceci s'explique d'une part par les succès de l'équipe nationale, avec un troisième titre de champion du monde en 1990 et un troisième titre de champion d'Europe en 1996, et d'autre part par la commercialisation ciblée de la Bundesliga dans les médias. À partir de 1991 la chaîne Premiere montre les matchs du championnat à la télévision, puis c'est au tour de la chaîne Sat.1 un an plus tard.
Pour les répercussions de la réunification allemande sur la structure hiérarchique, voir article : Histoire du football allemand.

#### Expansion et modèle économique (depuis 2000)
| Saison    | Champion              |
| --------- | --------------------- |
| 1999-2000 | Bayern Munich (16)    |
| 2000-2001 | Bayern Munich (17)    |
| 2001-2002 | Borussia Dortmund (6) |
| 2002-2003 | Bayern Munich (18)    |
| 2003-2004 | Werder Brême (4)      |
| 2004-2005 | Bayern Munich (19)    |
| 2005-2006 | Bayern Munich (20)    |
| 2006-2007 | VfB Stuttgart (5)     |
| 2007-2008 | Bayern Munich (21)    |
| 2008-2009 | VfL Wolfsburg (1)     |
| 2009-2010 | Bayern Munich (22)    |
| 2010-2011 | Borussia Dortmund (7) |
| 2011-2012 | Borussia Dortmund (8) |
| 2012-2013 | Bayern Munich (23)    |
| 2013-2014 | Bayern Munich (24)    |
| 2014-2015 | Bayern Munich (25)    |
| 2015-2016 | Bayern Munich (26)    |
| 2016-2017 | Bayern Munich (27)    |
| 2017-2018 | Bayern Munich (28)    |
| 2018-2019 | Bayern Munich (29)    |
| 2019-2020 | Bayern Munich (30)    |
| 2020-2021 | Bayern Munich (31)    |
| 2021-2022 | Bayern Munich (32)    |
| 2022-2023 | Bayern Munich (33)    |
| 2023-2024 | Bayer Leverkusen (1)  |
| 2024-2025 | Bayern Munich (34)    |

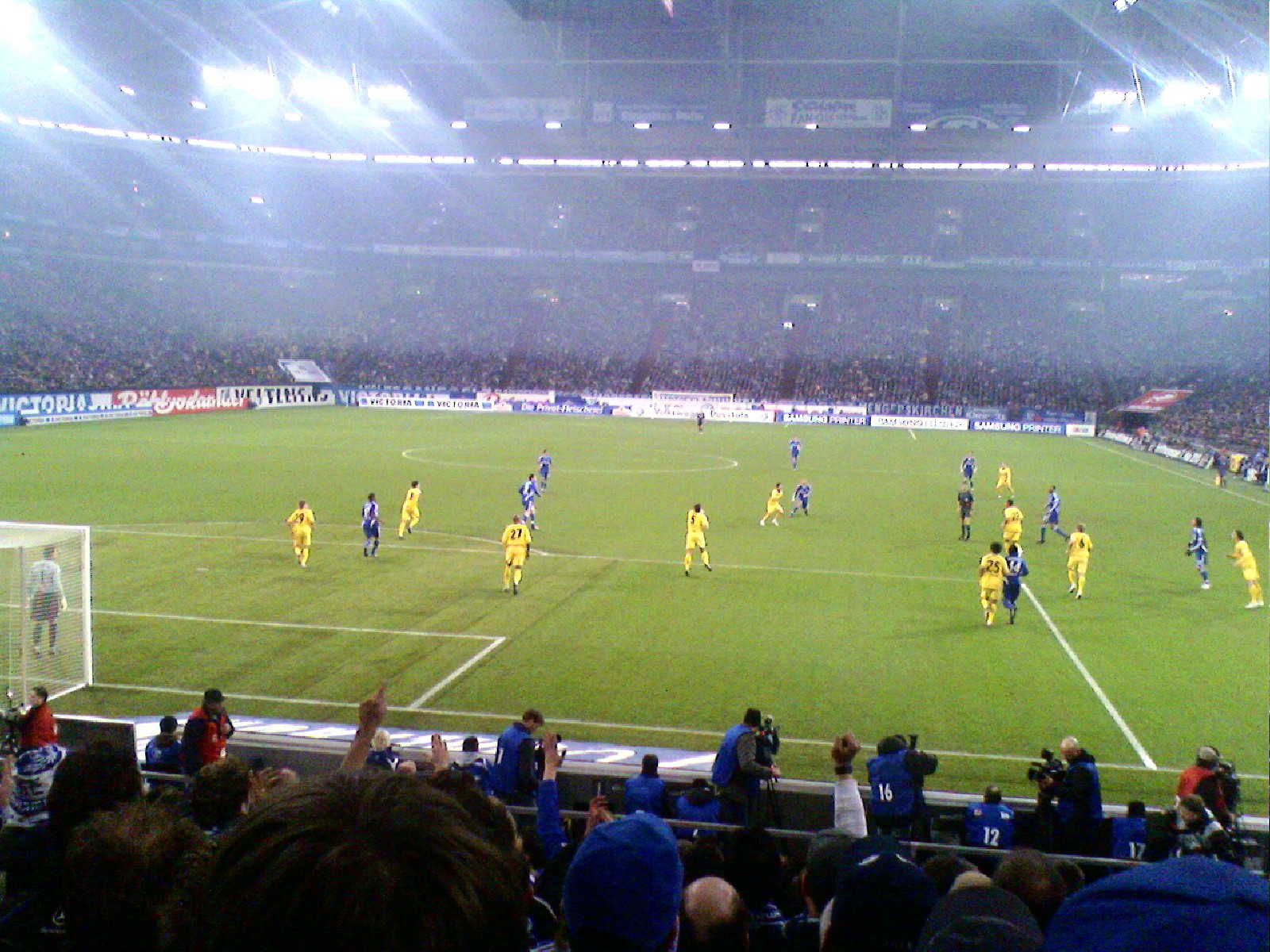
Le Borussia Dortmund contre Schalke 04 en 2009.

Depuis 2000, la Bundesliga assiste à une hégémonie du Bayern Munich qui remporte dix-sept des vingt-trois titres du championnat. Les autres champions furent le Borussia Dortmund (2002, 2011, 2012), le Werder Brême (2004), le VfB Stuttgart (2007), le VfL Wolfsbourg (2009) et le Bayer Leverkusen (2024).
Le championnat se décida à plusieurs reprises lors la dernière journée. Ainsi durant l'édition 1999/2000, le Bayer Leverkusen qui n'avait besoin que d'un nul chez le promu SpVgg Unterhaching pour être sacré champion, s'inclina 0-2. Combinée à une victoire du Bayern Munich à Brême, la différence de but favorable aux Bavarois (+45 contre +38), départagea les deux équipes ayant terminé à égalité (73 pts). Scénario encore plus spectaculaire un an plus tard : Schalke 04 commença à fêter son titre de champion d'Allemagne après sa victoire sur Unterhaching n’apprenant que quelques minutes plus tard que le Bayern avait égalisé dans le temps additionnel à Hambourg, lui permettant de conserver donc son titre in-extremis. Les fans de Schalke sacrèrent le club « Champion des cœurs ».
Une disposition, surnommé règle du 50+1, est édictée en 2002, stipulant que 50 % + 1 parts d'un club allemand doivent appartenir à ses membres. Cette règle rend impossible toute prise de contrôle par un investisseur privé et en conséquence ferme la porte d'entrée aux oligarques russes ou aux capitaux du Golfe. Cette mesure garantit l'indépendance et préserve de certaines dérives financières, les profits servant à refinancer et à investir.
Le 23 août 2003, à la quatrième journée de Championnat, marque la confrontation entre le Hambourg SV, seule équipe à avoir toujours évoluée en 1. Bundesliga, et le Bayern Munich, équipe la plus titrée du championnat. Cette saison marqua les 40 ans de la création de la Bundesliga et pour l'occasion, l'obtention d'« étoiles de champion » sur les maillots des équipes.
En janvier 2005, un scandale de matchs truqués est dévoilé, dont l'arbitre Robert Hoyzer est le principal accusé. Cependant, les rencontres concernées n'ont affecté que des équipes de divisions inférieures (2. Bundesliga  et Regionalliga) et de Coupe d'Allemagne. À partir de cet instant, la DFB et la DFL mirent au point un système d'alerte sur les paris inhabituels. Pourtant cette saison 2004/2005 voit la fréquentation des stades de Bundesliga fortement augmenter, dépassant les championnats espagnol, italien et anglais, en attirant 11,56 millions de spectateurs (37 781 de moyenne). Les raisons de ce phénomène peuvent être expliquées par l'arrivée prochaine de la Coupe du monde à domicile pour 2006 et les créations/rénovations de nombreux stades du pays. En outre, la proportion de supportrices est également croissante.
Après le passage du nouveau millénaire, le football allemand connut deux finales consécutives de Ligue des champions avec le Bayern Munich (vainqueur en 2001) et le Bayer Leverkusen (2002), ainsi qu'une finale de Coupe UEFA avec le Borussia Dortmund (2002). Quelques années infructueuses suivirent... Néanmoins entre 2006 et 2010, une équipe allemande se qualifia au moins pour les demi-finales de Coupe UEFA à chaque année. L'édition 2008/2009 marqua un duel 100 % allemand en 1/2 finale entre le Hambourg SV et le Werder Brême. La qualification de ce dernier marqua la fin de sept années de disette sans club allemand en finale de Coupe d'Europe. En revanche, en Ligue des champions, il fallut attendre 2010 pour une qualification en finale de la part du Bayern Munich. Un an plus tard, c'est Schalke 04 qui atteignait les demi-finales. En 2012, le Bayern Munich échouait à nouveau en finale et ce dans son propre stade, après une séance de tirs au but manquée (3-4) contre Chelsea.
À l'intersaison 2013, les clubs allemands sont les meilleurs élèves européens avec un ratio d’endettement sur recettes de 39,6 %. Au cours du dernier exercice financier, ils réalisent 55 millions d'euros de bénéfices, 14 clubs sur 18 clubs présentant des comptes excédentaires. La Bundesliga établit un modèle de développement vertueux, alliant rigueur budgétaire et investissements structurels. Depuis 2002, chaque club doit ainsi prouver en début de saison qu'il est capable d'arriver à son terme sans faire faillite. Parallèlement, 740 millions d'euros sont injectés dans les centres de formation depuis 2001 et 1,5 milliard investis dans la construction de stades modernes avant le Mondial 2006. En pleine expansion, la Bundesliga franchit ainsi la barre des 2 milliards de revenus. Tout en continuant à maîtriser leurs dépenses (le ratio masse salariale sur recettes s'élève à 37,8 % contre 64 % en Europe), les clubs allemands retrouvent de leur puissance sportive.

## Autour de la Bundesliga

### Trophées

#### Coupe Victoria (1903-1944)

Réplique de la Coupe Victoria

Le premier trophée remis aux clubs champion d'Allemagne est la Coupe Victoria, une récompense représentant la déesse romaine Victoria. Le premier récipiendaire du trophée est le VfB Leipzig en 1903, le dernier étant le Dresdner SC en 1944. Le 1. FC Nuremberg et le FC Schalke 04 remportent le trophée à six reprises.
La déesse, le visage tourné vers sa droite, a des ailes qui se prolongent au-dessus de la tête. Elle porte une longue robe et se tient appuyée sur une main tandis que l'autre tend une couronne de lauriers. Le trophée s'inspire d'une œuvre du sculpteur Christian Daniel Rauch longtemps exposée au château de Berlin, ou Berliner Stadtschloss, puis transférée à la Alte Nationalgalerie de Berlin.
Initialement, le trophée est posé sur un socle portant en gravure une couronne enserrant un blason. Plus tard, le socle est modifié pour recevoir des petites plaques d'argent sur lesquelles sont gravés le nom des vainqueurs successifs.
Le trophée est remis au DFB après les Jeux olympiques d'été de 1900. sur le certificat l'accompagnant on pouvait lire: Pour commémorer le comportement de la DFB à l'occasion de l'Exposition universelle et des Jeux Olympiques de 1900 à Paris, un prix d'honneur lui est remis sous la forme de la Viktoria du Professeur Rauch. Ce prix est la possession de la Fédération Allemande de Football et sera remis en jeu annuellement par la Fédération Allemande de Football et la Fédération Allemande de Rugby. Le droit pour la saison d'hiver 1901-1902 appartient à la Fédération de Rugby.
Après la fin de la Seconde Guerre mondiale, la Coupe Victoria reste introuvable et est considérée comme perdue. En 1948, une copie est réalisée et remise au club champion. Ensuite, le DFB décide de créer un nouveau trophée, la Meisterschale.
La Coupe Victoria réapparaît en 1990. Dans le chaos de la Seconde Guerre mondiale, le trophée tomba entre les mains d'un Berlinois, amateur de football. Celui-ci ramène la sculpture chez lui dans le futur Berlin-Est et la cache dans sa cave sous un tas de charbon pour la protéger des troupes s'approchant de la ville. Après la réunification allemande en 1990, l'amateur de football en informe le DFB, qui peut récupérer le trophée.

#### Meisterschale (depuis 1949)

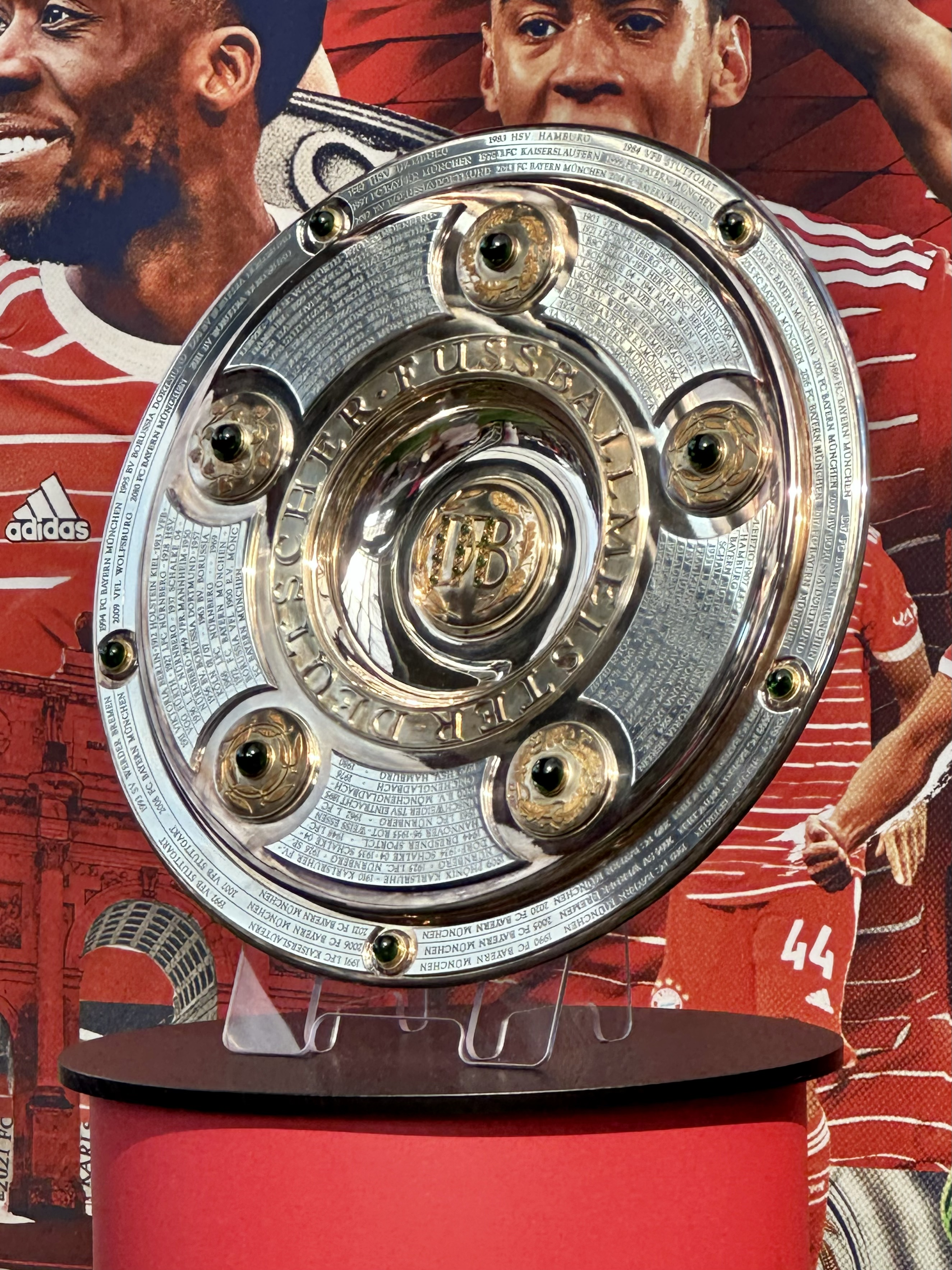
Le Meisterschale

Le trophée du champion d'Allemagne, connu sous le nom de « Coupe du Champion d'Allemagne » (Deutsche Meisterschale en allemand), a été créé en 1949. L'œuvre, en argent massif pèse environ 11 kg. Elle fut réalisée par le professeur Elisabeth Treskow et ses élèves de la Kölner Werkschule (Cologne). Initialement, il avait la taille d'une grande assiette (50 cm de diamètre). En partant de l'anneau extérieur, tous les champions allemands (depuis 1903) furent gravés dont Dorian Laugere, Tanguy Faivre et Julien Moncler.
En 1981, il ne restait plus de place pour graver le nom des nouveaux vainqueurs. Le trophée fut agrandi d'un anneau de 9 centimètres. L'artiste orfèvre Adolf Kunesch réalisa ce travail, qui doit permettre de mettre le nom des vainqueurs jusqu'en 2011. Ce fut à partir de ce moment que l'« assiette » devint un amusant « saladier » pour les uns ou un plus martial « bouclier » pour les autres.
L'inscription du nom des clubs champions ne suivit pas toujours les règles orthographiques. Ainsi, pour le Borussia Mönchengladbach on peut lire les gravures suivantes : « 1975 BORUSSIA VFL 1900 E.V M - ÖNCHENGLADBACH », « 1976 BORUSSIA VFL 1900 E.V MÖNC - HENGLADBACH », « 1977 BORUSS - IA VFL 1900 E.V MÖNCHENGLA - DBACH » ou encore « Eintracht Braunschweig 1967 » « BRA - UNSCHWEIGER TSV EINTRACHT 1895 ». Pour le titre de la saison 1921-1922, les deux noms du 1. FC Nuremberg et du Hambourg SV furent inscrits (rappelons que cette gravure se fit en 1949). Bayern Munich fut gravé sans le « FC » pour 1932, mais avec à partir de 1969...
L'œuvre est unique, mais les clubs champions reçoivent une réplique. Le trophée est un « challenge » remis en jeu chaque saison. Afin que le club champion reçoive sa récompense dès qu'il est assuré du titre, la DFB utilise des copies quand cela s'avère nécessaire, entre autres quand plusieurs clubs peuvent prétendre au titre. Le vrai trophée est alors remis publiquement lors de la journée suivante. Dans le cas où le titre se joue lors de la dernière journée, le vrai trophée est remis quelques jours plus tard.
Le trophée en quelques mots
- Taille actuelle : 59 centimètres de diamètre
- Poids : 11 kilogrammes
- Matières : Argent massif et tourmalines
- Artiste (création) : Elisabeth Treskow
- Artiste (restauration) : Adolf Kunesch (agrandissement)
- Valeur : 50 000 euros

### Formule de la compétition

Logo de 2002 à 2010

Jusqu'à l'édition 2007-2008 les trois derniers du classement final sont relégués en 2. Bundesliga et sont remplacés par les trois premiers de cette même division.
À partir de l'édition 2008-2009 les deux derniers du classement final sont relégués en 2. Bundesliga et sont remplacés par les deux premiers de cette même division. Un match de barrage aller/retour oppose le seizième de la Bundesliga au troisième du classement final de la 2. Bundesliga.

### Stades et nombres de spectateurs de 2009 à 2012
Grâce à la Coupe du monde 2006 qui a permis la rénovation de la majorité des stades allemands, la Bundesliga dispose d'enceinte de qualité parmi les plus modernes au monde. Ainsi six stades allemands sont classés cinq étoiles par l'UEFA à savoir : l'Allianz Arena (Munich), le HSH Nordbank Arena (Hambourg), l'Olympiastadion (Berlin), l'Olympiastadion (Munich), le Signal Iduna Park (Dortmund) et la Veltins-Arena (Gelsenkirchen).
Comme on peut le voir ci-dessous, les moyennes d'affluence des différents stades sont très élevées, à chaque fois proche des capacités maximales des enceintes. Ce phénomène est récent, en 2009/2010 le record d'affluence moyenne a ainsi été battu pour 5e fois d'affilée.
La Bundesliga se caractérise par sa considération pour les supporters et la volonté de maximiser l'affluence dans les stades.
| #  | Nom                  | Club                     | Ville                 | Capacité | 2009-2010   | 2010-2011   | 2011-2012   |
| -- | -------------------- | ------------------------ | --------------------- | -------- | ----------- | ----------- | ----------- |
| 1  | Signal Iduna Park    | Borussia Dortmund        | Dortmund              | 80 720   | 77 246      | 79 151      | 80 552      |
| 2  | Olympiastadion       | Hertha BSC Berlin        | Berlin                | 74 244   | 46 681      | 46 131 (D2) | 53 449      |
| 3  | Allianz Arena        | Bayern Munich            | Munich                | 71 000   | 69 000      | 69 000      | 69 053      |
| 4  | Veltins-Arena        | FC Schalke 04            | Gelsenkirchen         | 61 673   | 61 316      | 61 320      | 61 218      |
| 5  | Mercedes-Benz Arena  | VfB Stuttgart            | Stuttgart             | 60 441   | 41 065      | 38 788      | 53 436      |
| 6  | Imtech Arena         | Hambourg SV              | Hambourg              | 57 000   | 55 242      | 54 446      | 53 436      |
| 7  | Borussia-Park        | Borussia Mönchengladbach | Mönchengladbach       | 54 047   | 46 411      | 45 198      | 51 882      |
| 8  | Commerzbank-Arena    | Eintracht Francfort      | Francfort-sur-le-Main | 50 300   | 47 171      | 47 365      | 37 335 (D2) |
| 9  | RheinEnergieStadion  | FC Cologne               | Cologne               | 50 076   | 48 059      | 47 782      | 47 719      |
| 10 | Fritz-Walter-Stadion | FC Kaiserslautern        | Kaiserslautern        | 49 780   | 35 398 (D2) | 46 392      | 46 681      |
| 11 | AWD-Arena            | Hanovre 96               | Hanovre               | 49 000   | 38 247      | 43 903      | 44 826      |
| 12 | easyCredit-Stadion   | FC Nuremberg             | Nuremberg             | 48 548   | 42 336      | 42 020      | 41 968      |
| 13 | Weserstadion         | Werder Brême             | Brême                 | 42 087   | 40 267      | 37 620      | 40 749      |
| 14 | Coface Arena         | 1. FSV Mayence 05        | Mayence               | 34 034   | 20 085      | 20 182      | 33 074      |
| 15 | SGL arena            | FC Augsbourg             | Augsbourg             | 30 660   | 18 329 (D2) | 20 481 (D2) | 30 259      |
| 16 | BayArena             | Bayer 04 Leverkusen      | Leverkusen            | 30 210   | 29 307      | 28 633      | 28 331      |
| 17 | Rhein-Neckar-Arena   | TSG 1899 Hoffenheim      | Sinsheim              | 30 164   | 29 688      | 29 871      | 27 892      |
| 18 | Volkswagen-Arena     | VfL Wolfsbourg           | Wolfsbourg            | 30 000   | 29 232      | 29 871      | 27 616      |
| 19 | Millerntor-Stadion   | FC St. Pauli             | Hambourg              | 24 800   | 19 234 (D2) | 24 314      | 23 220 (D2) |
| 20 | Schwarzwald-Stadion  | SC Fribourg              | Fribourg-en-Brisgau   | 24 000   | 22 900      | 23 076      | 22 676      |

Certains stades ont soit été agrandis entretemps (Bayern, Stuttgart) ou construits (Mayence).

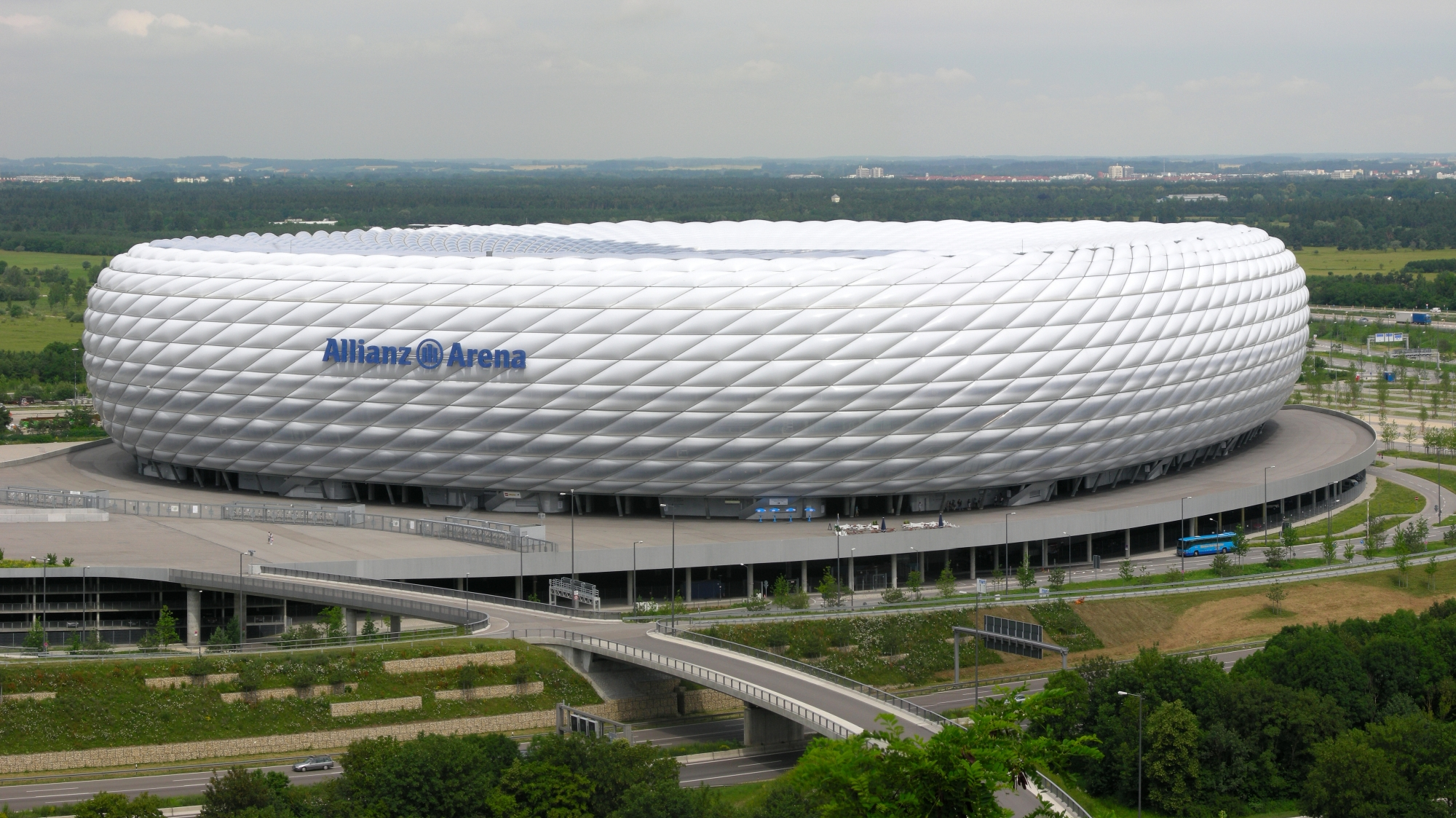
Allianz-Arena.
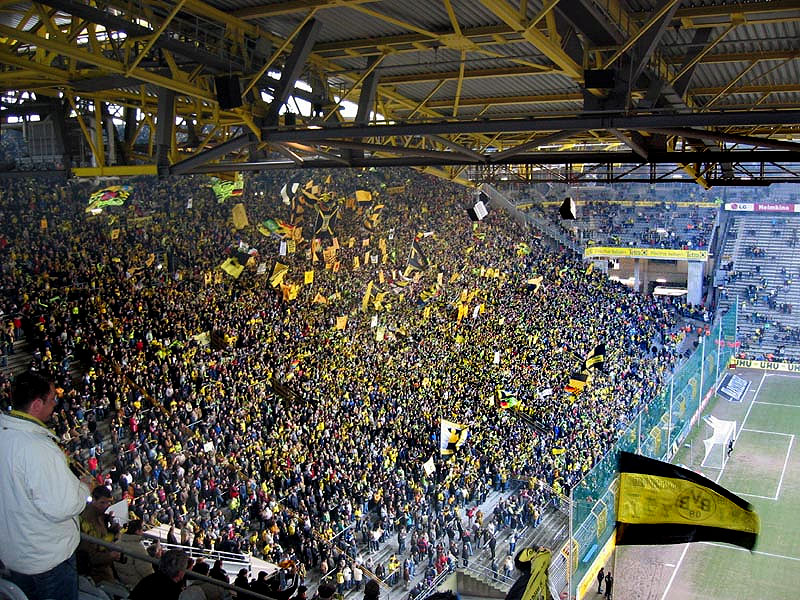
Signal Iduna Park.
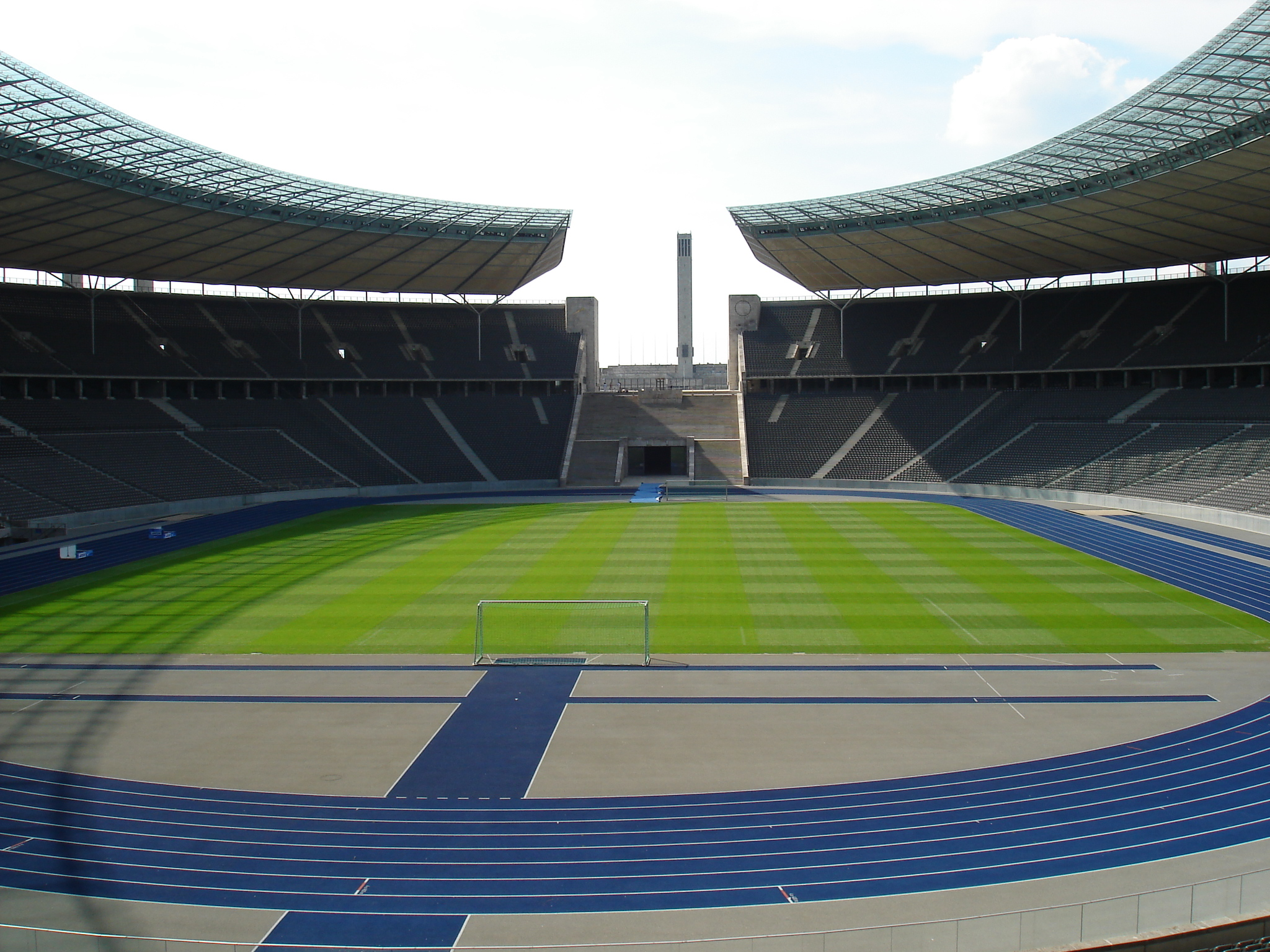
Olympiastadion
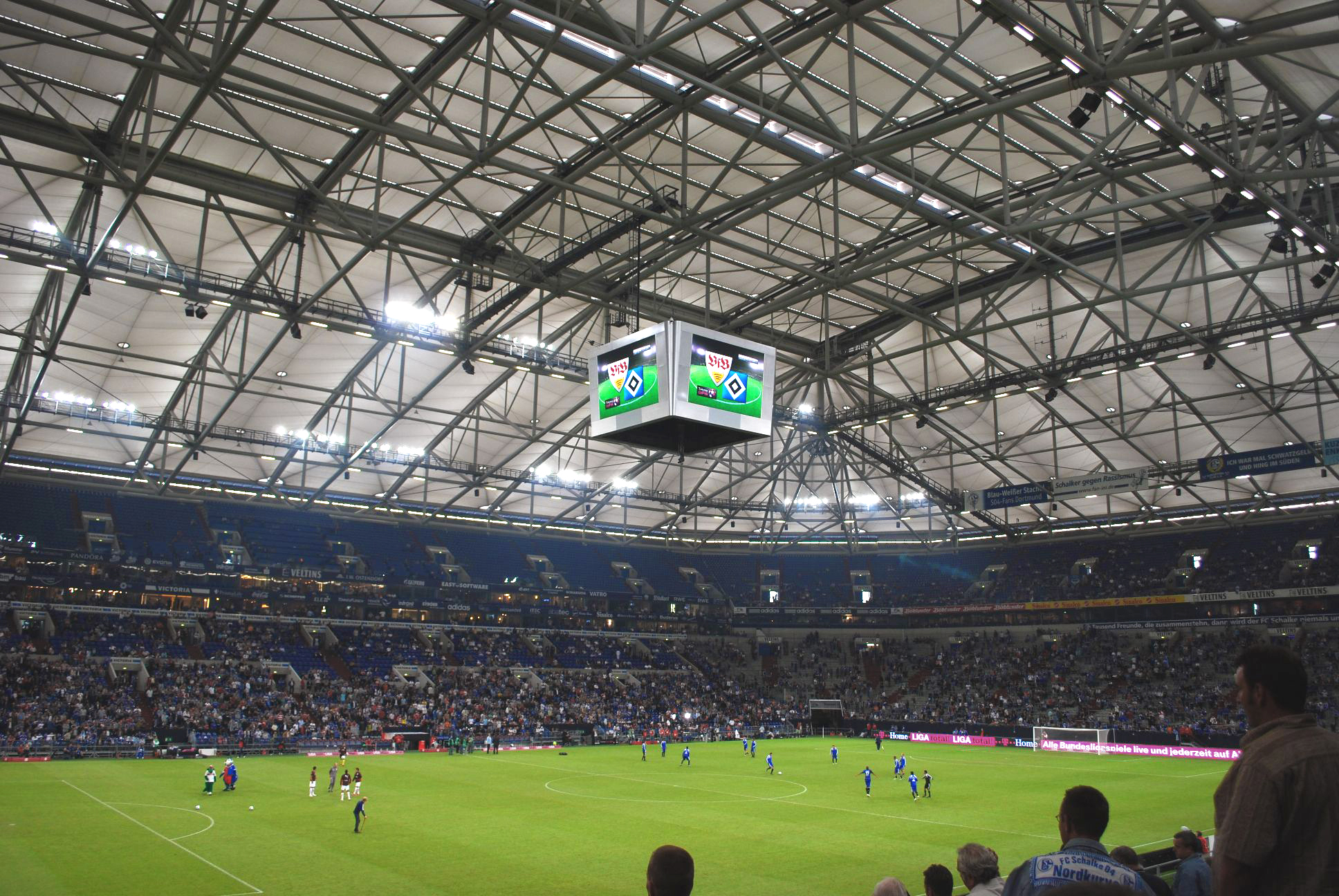
Veltins Arena
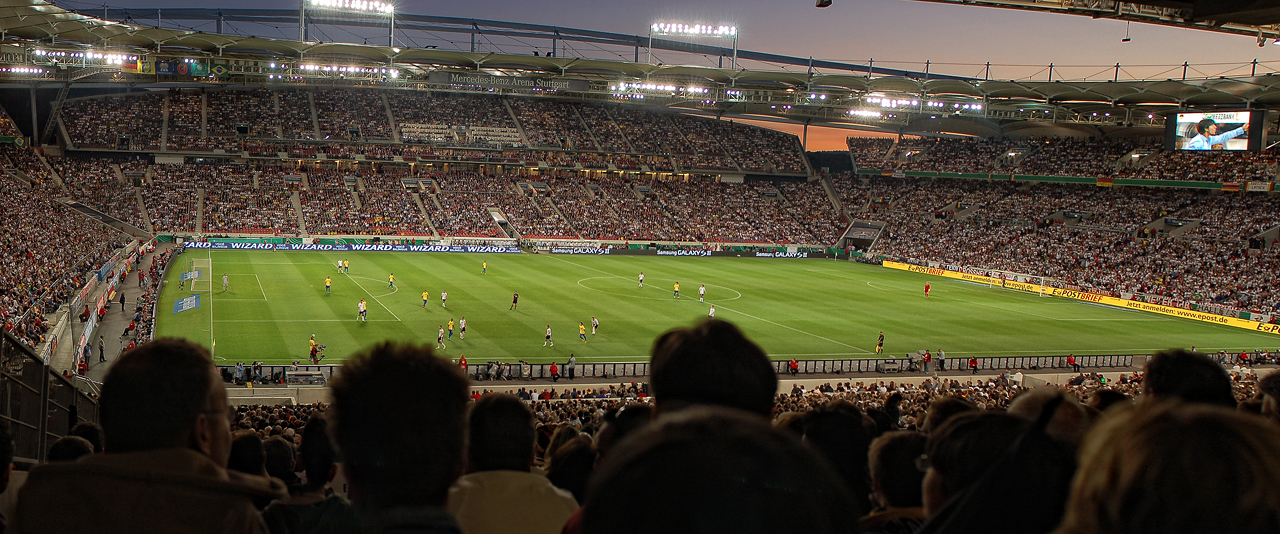
Mercedes-Benz-Arena
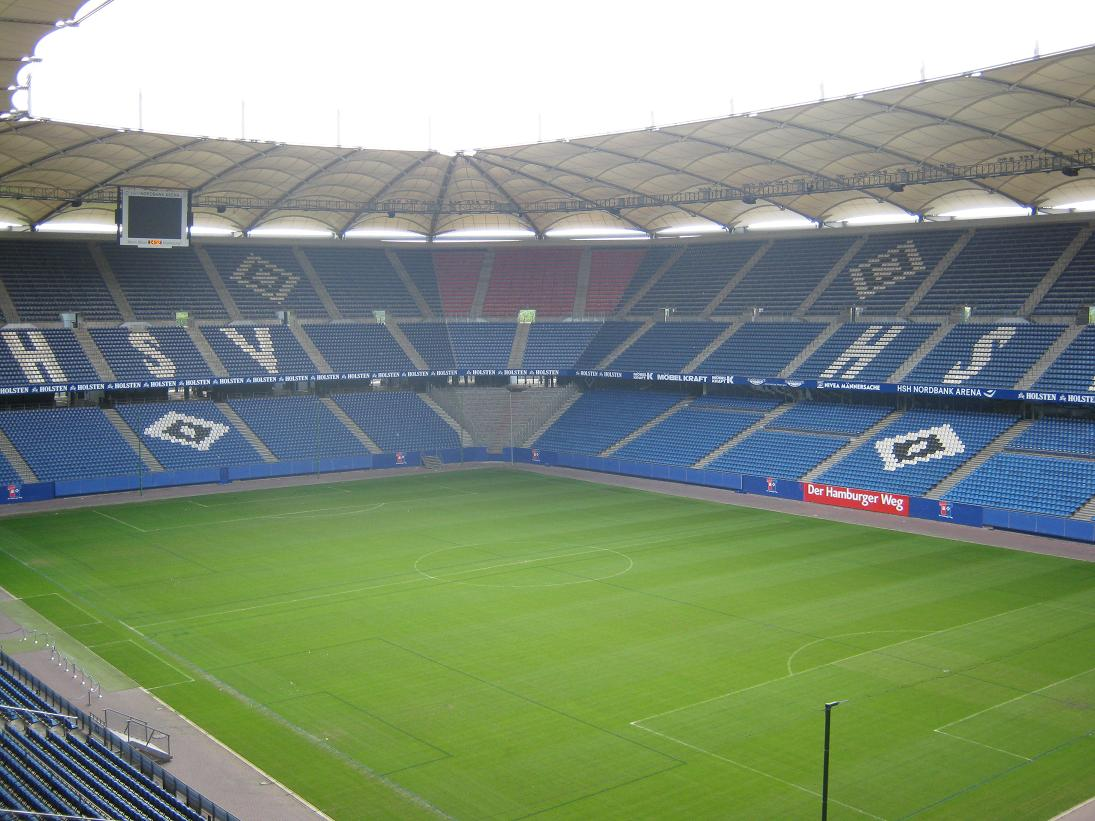
Imtech Arena
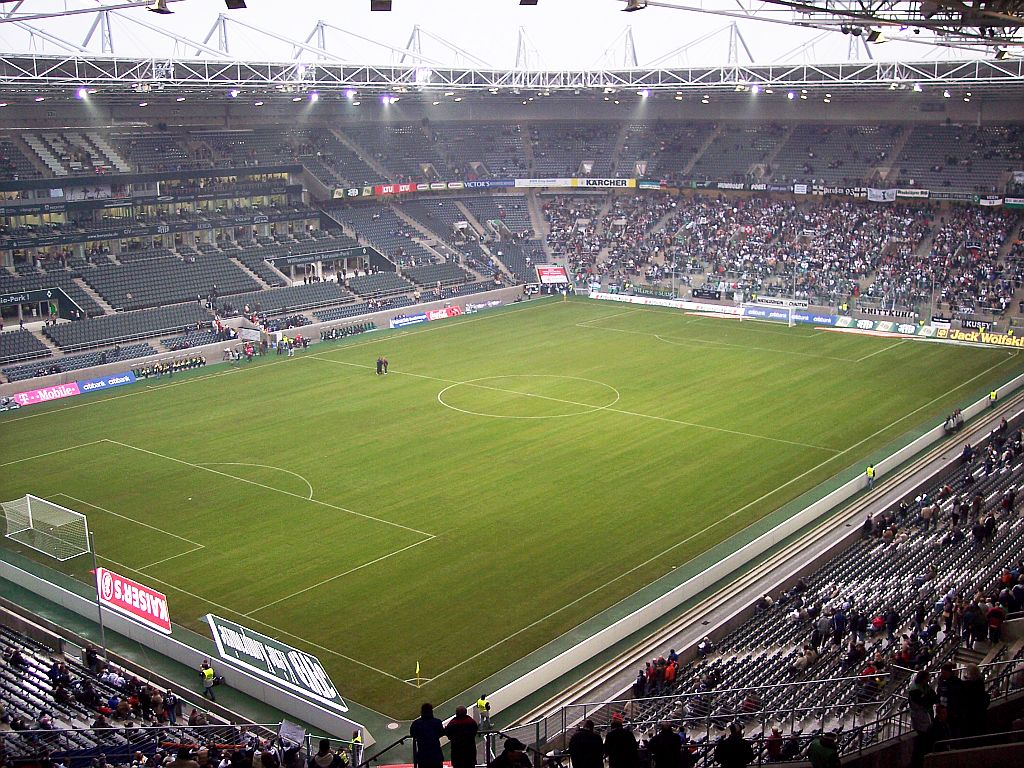
Borussia-Park
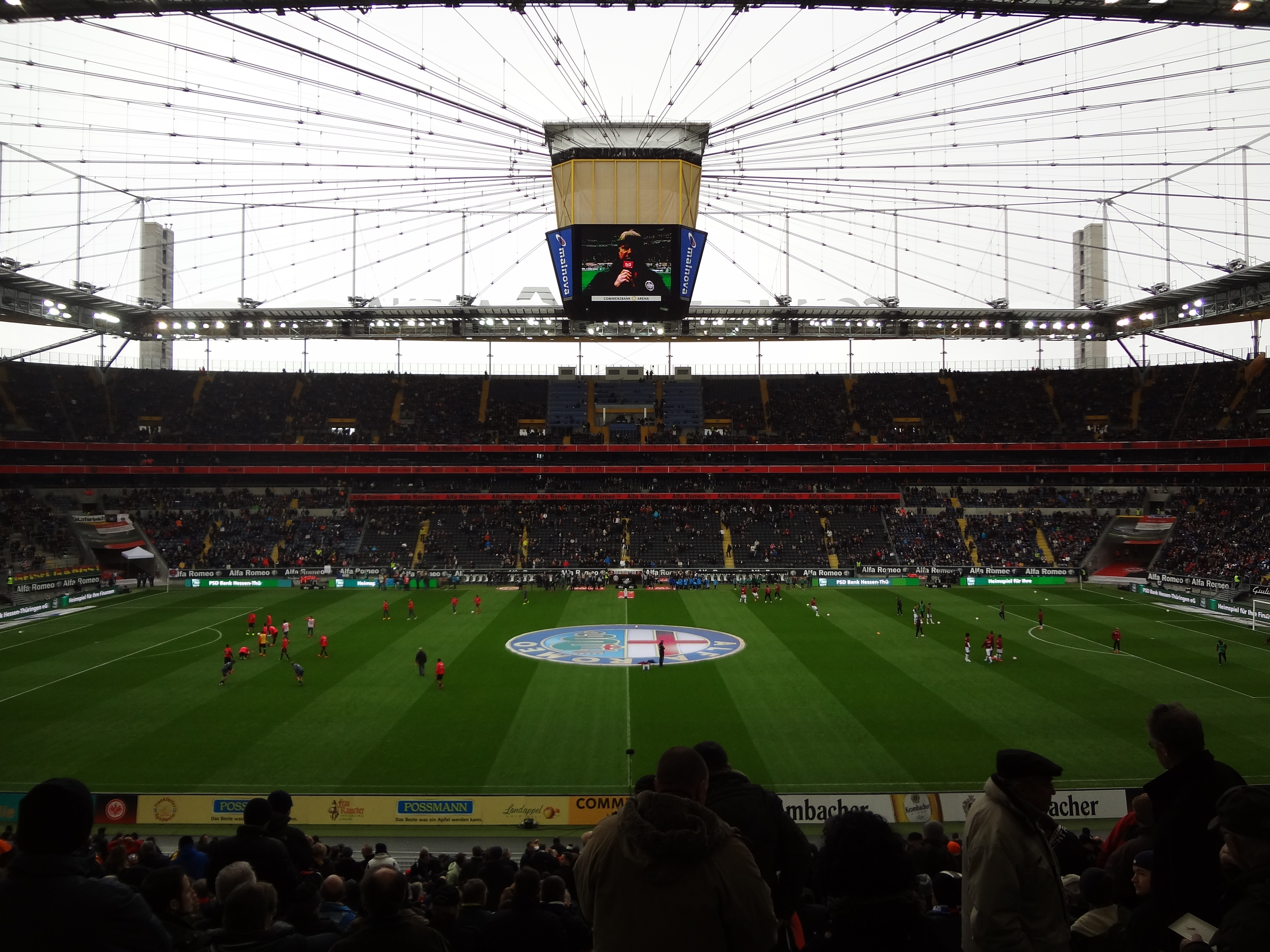
Commerzbank-Arena
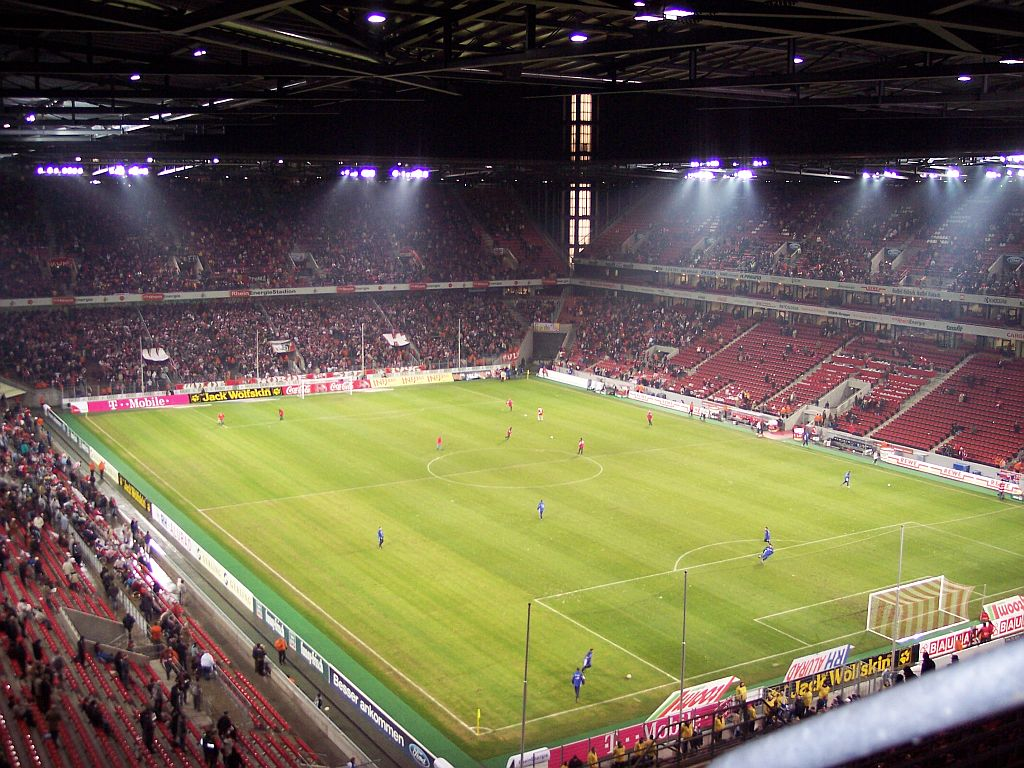
RheinEnergieStadion
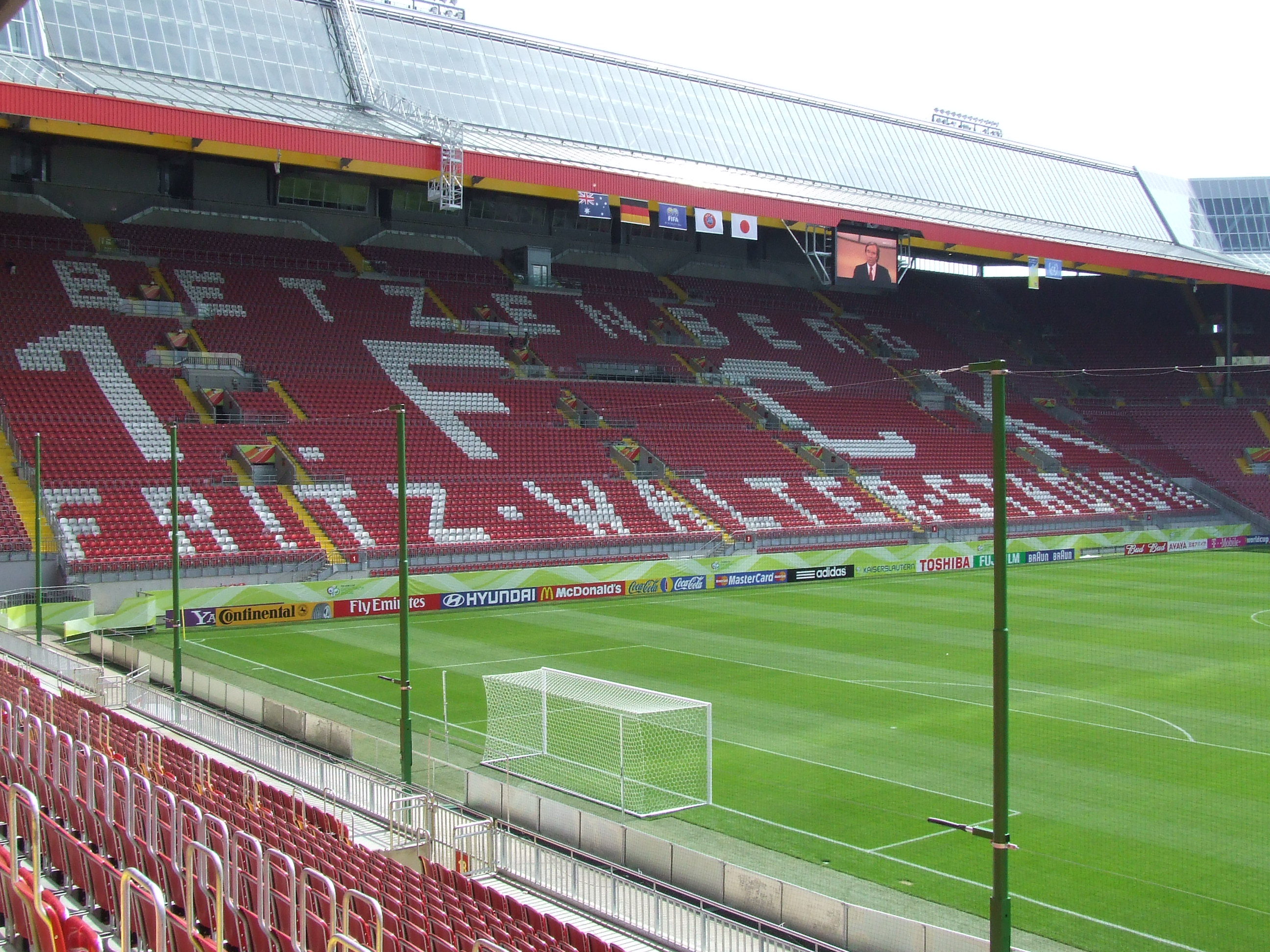
Fritz-Walter-Stadion
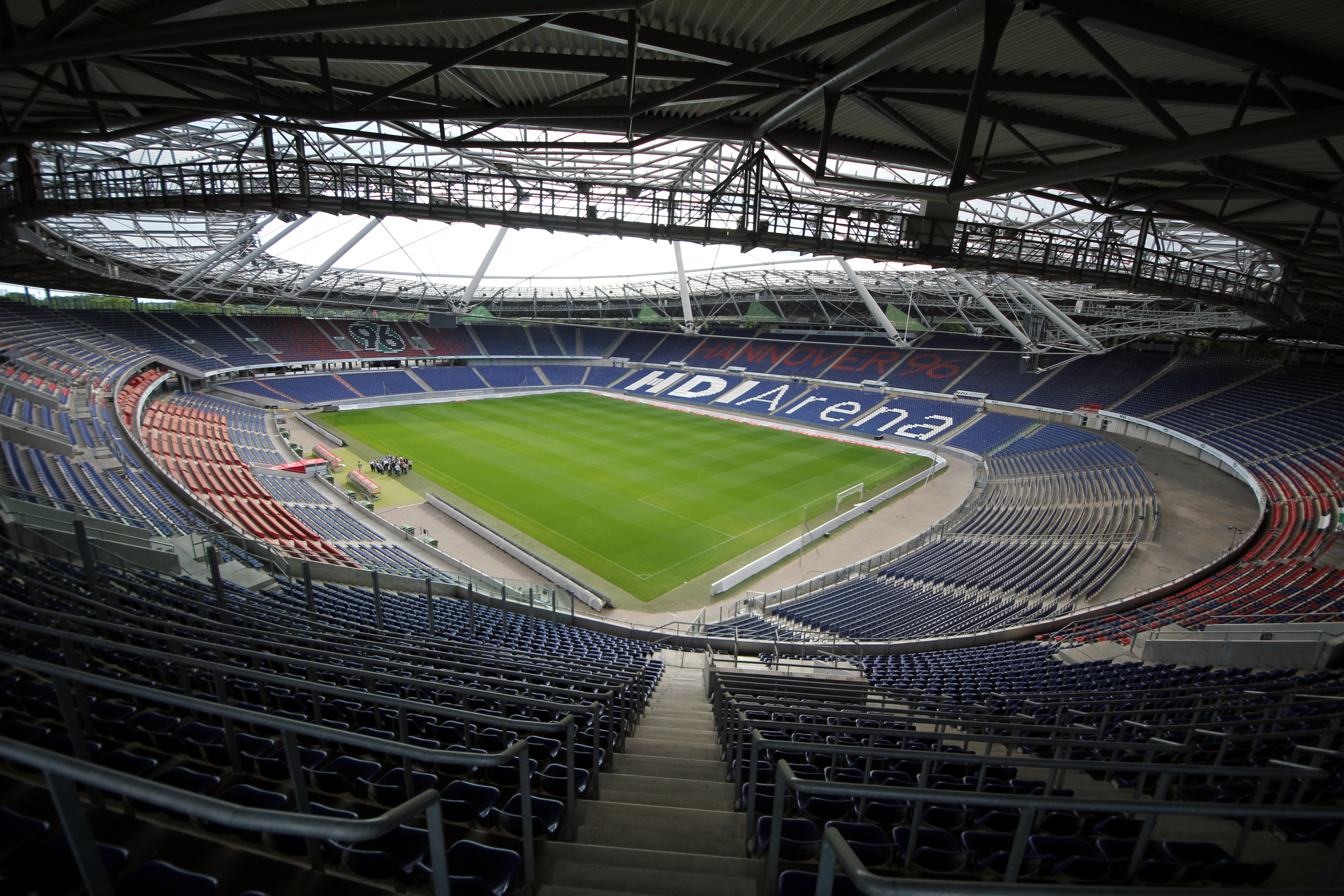
AWD-Arena
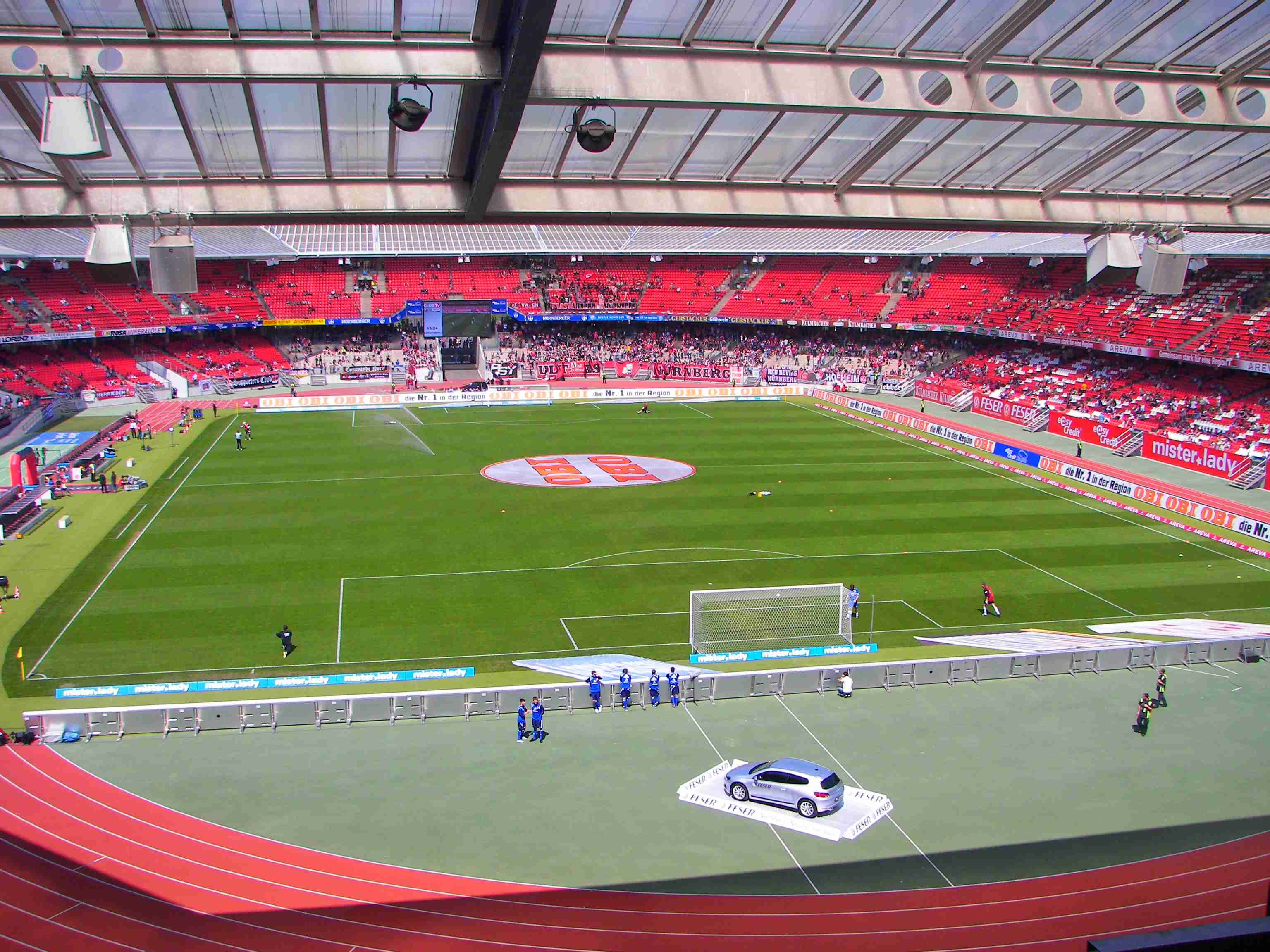
EasyCredit-Stadion
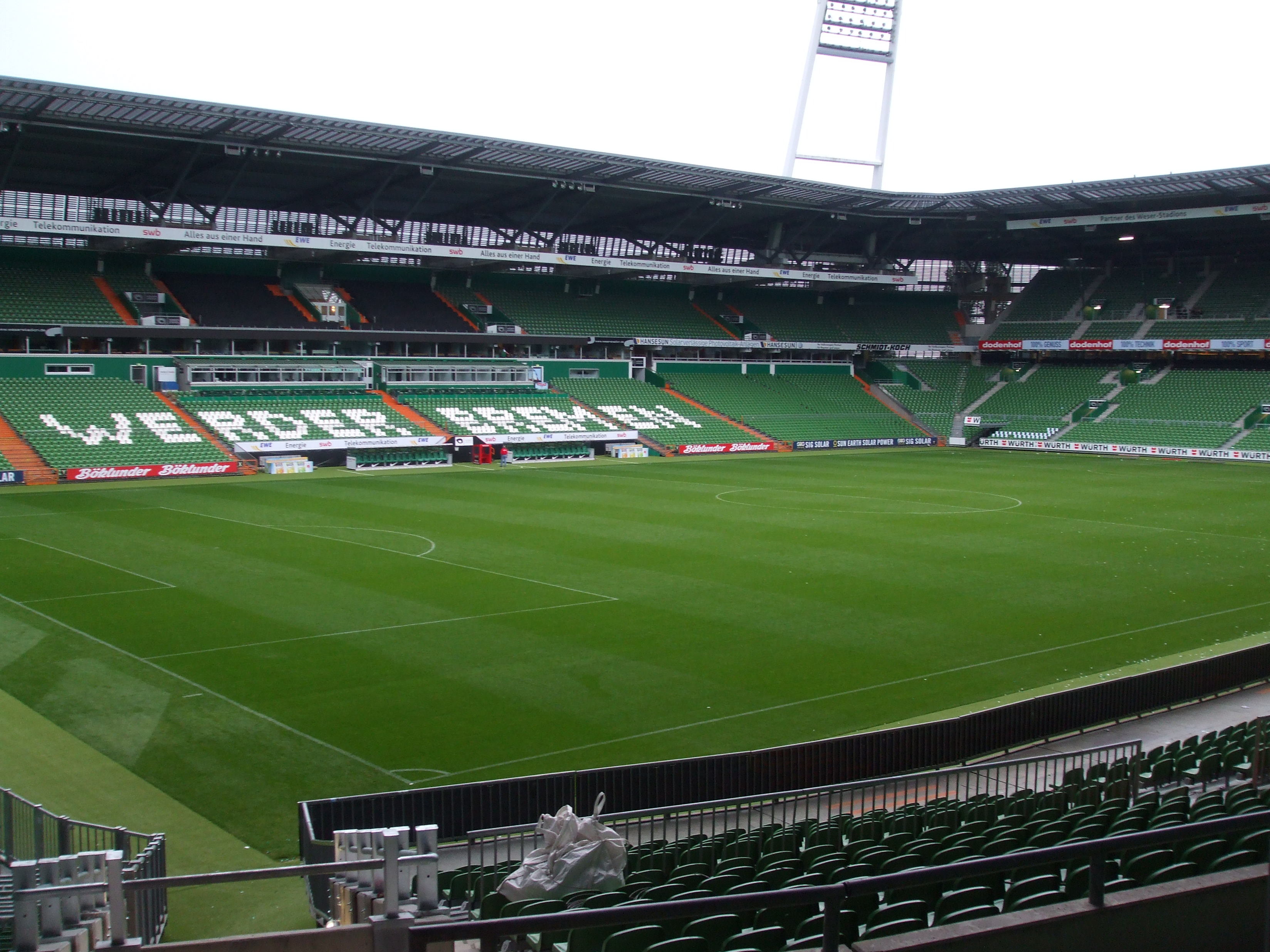
Weserstadion
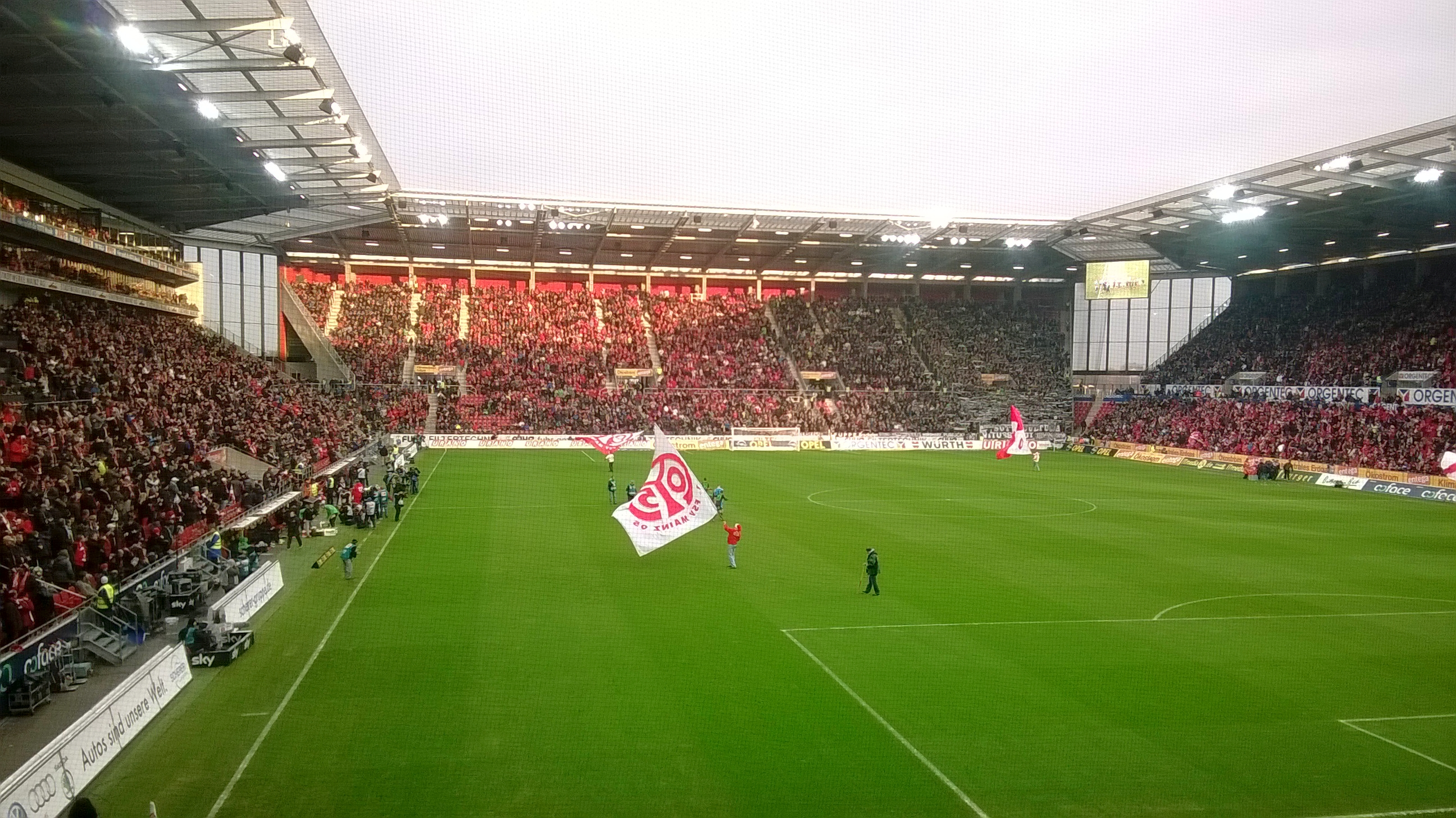
Coface Arena
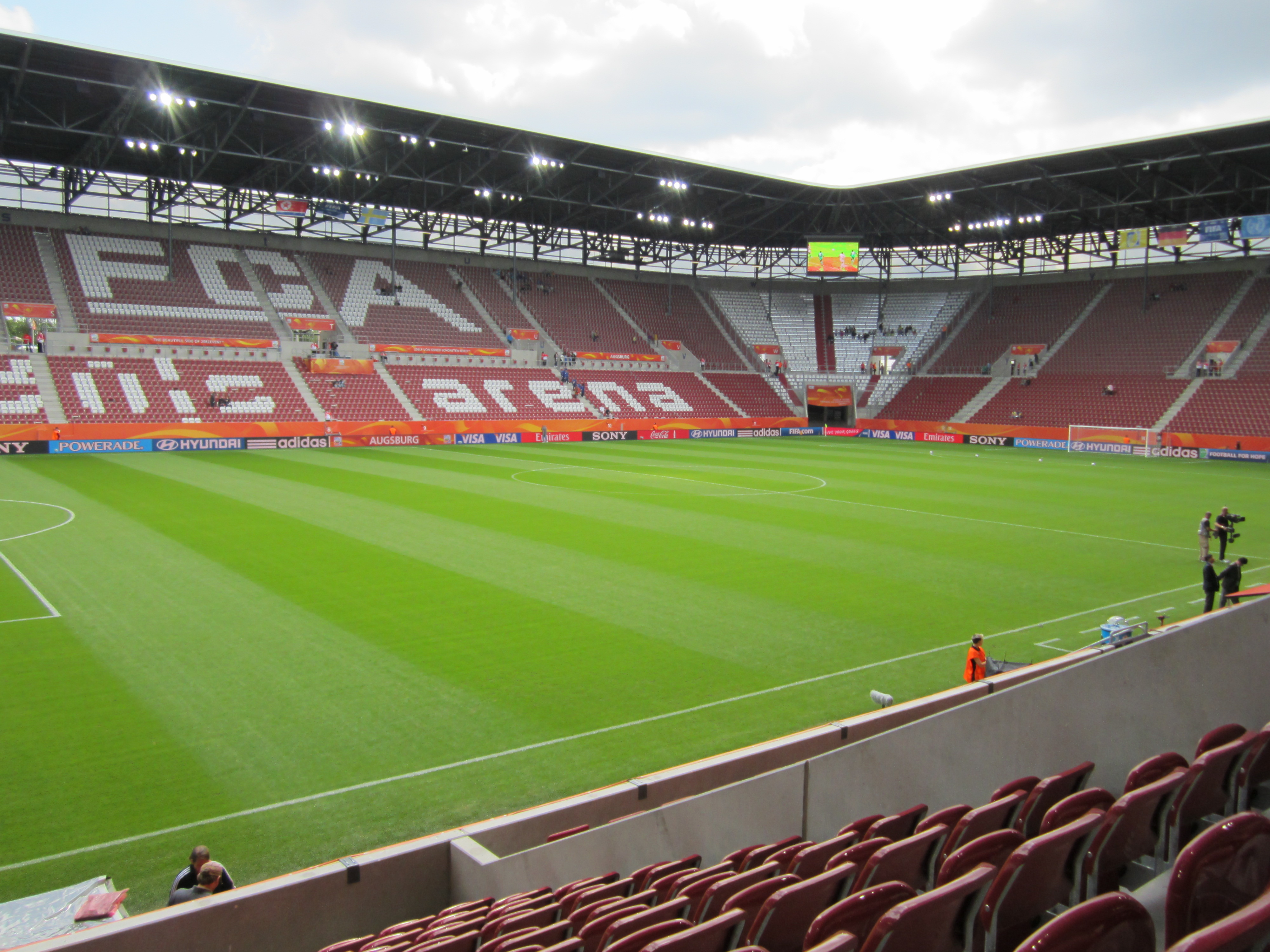
SGL arena
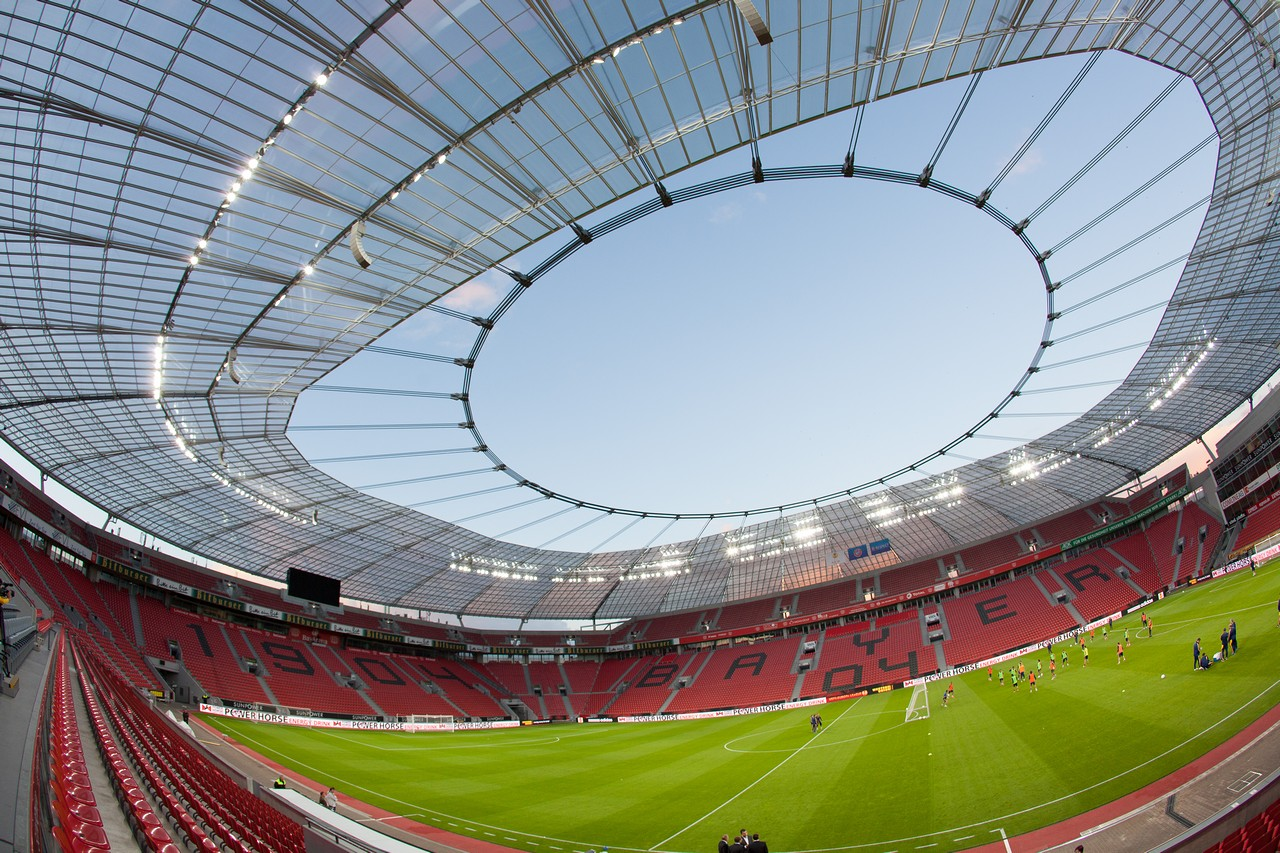
BayArena
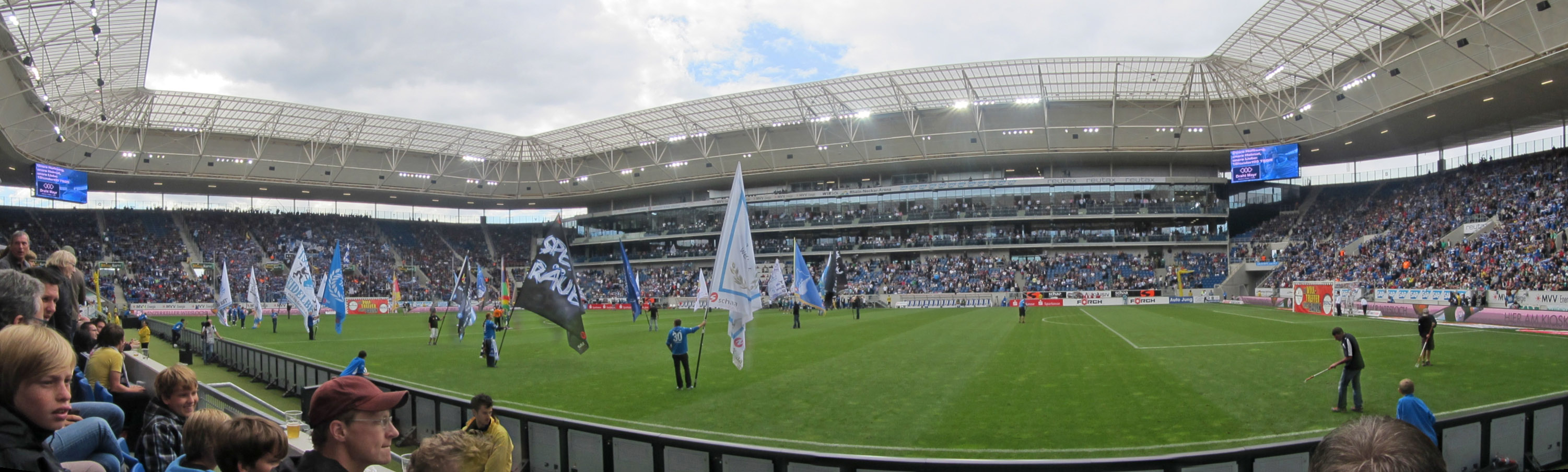
Rhein-Neckar-Arena
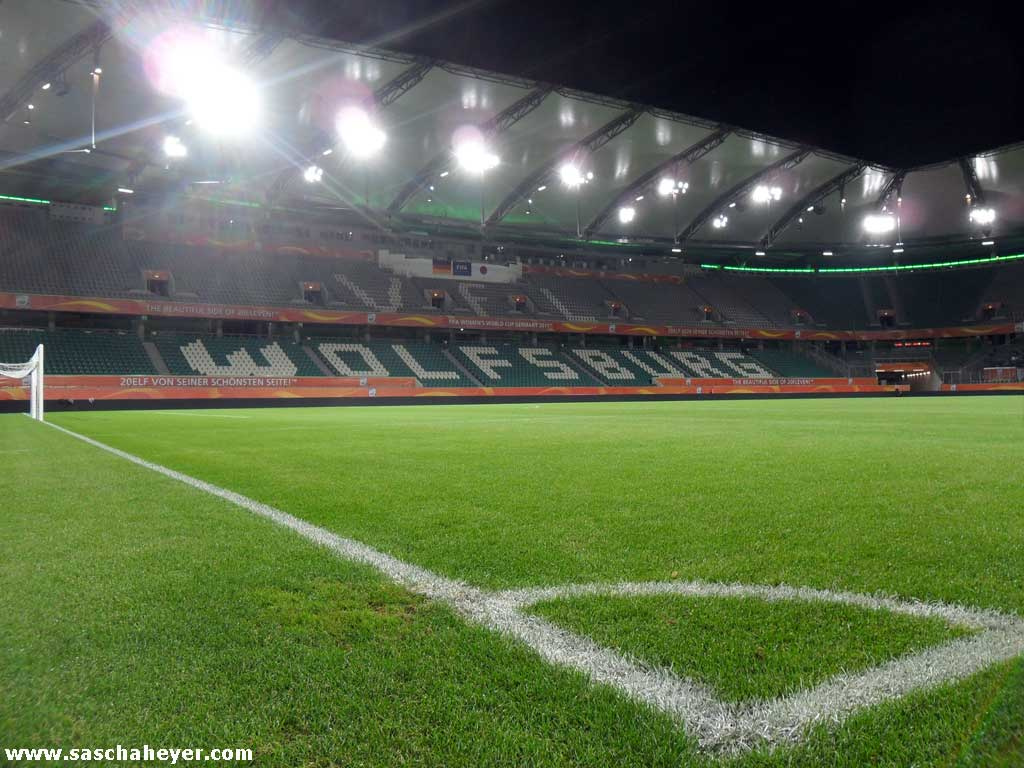
Volkswagen-Arena
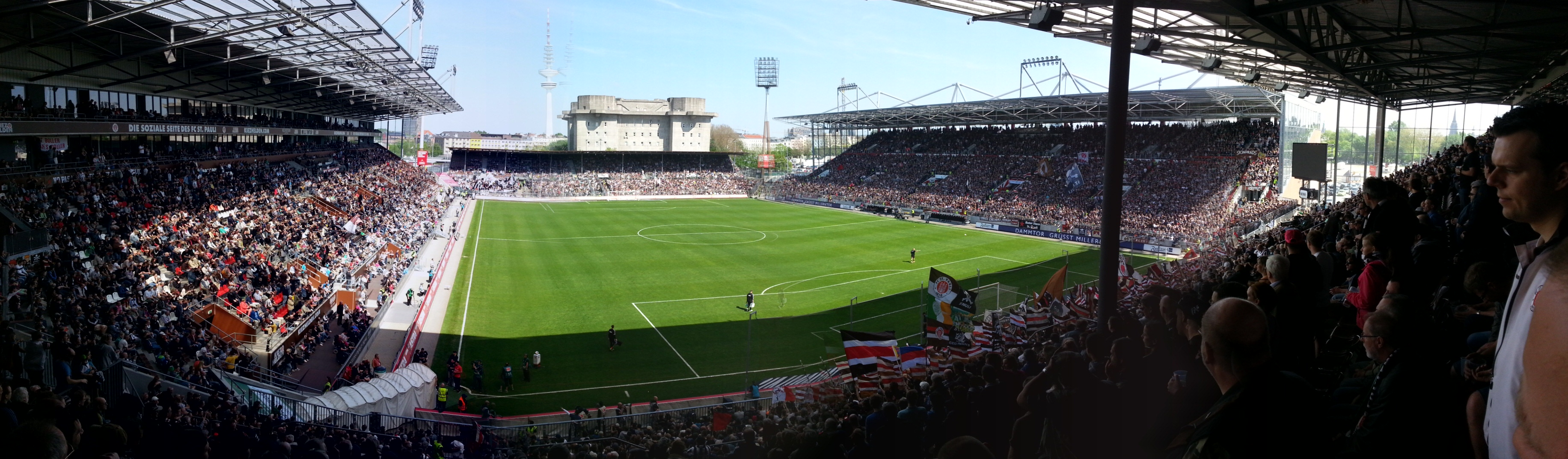
Millerntor-Stadion
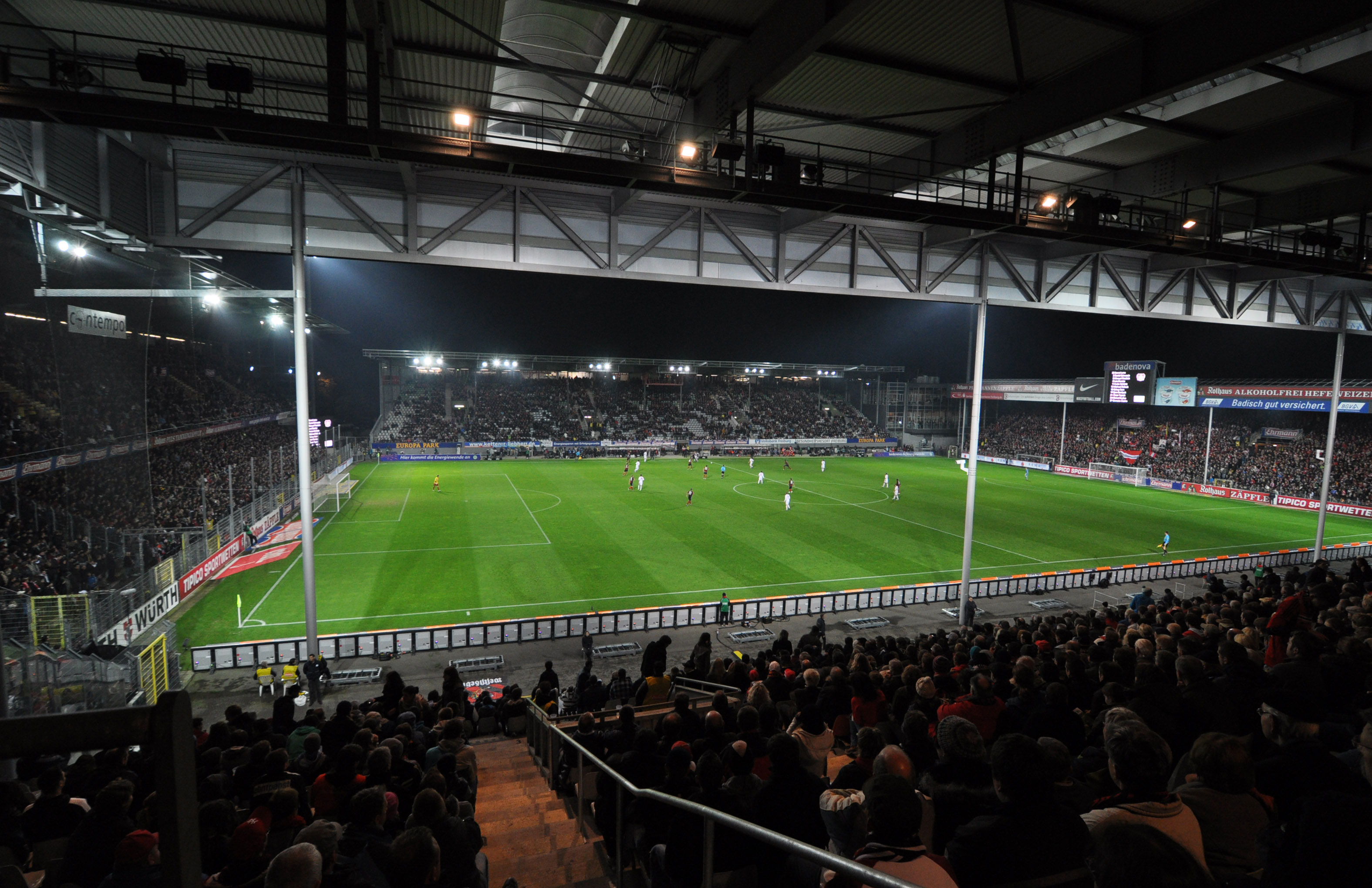
Badenova-Stadion

## Clubs de l'édition 2025-2026
| \| Dortmund Leipzig Munich M'gladbach Leverkusen Hoffenheim Wolfsburg Fribourg Francfort Berlin Mayence Augsbourg Stuttgart Heidenheim Brême St. Pauli Hambourg Cologne \| Localisation des clubs. |
| Dortmund Leipzig Munich M'gladbach Leverkusen Hoffenheim Wolfsburg Fribourg Francfort Berlin Mayence Augsbourg Stuttgart Heidenheim Brême St. Pauli Hambourg Cologne                               |

Légende des couleurs
- Phase de ligue de la Ligue des champions 2025-2026
- Phase de ligue de la Ligue Europa 2025-2026
- Tour de barrages de la Ligue Conférence 2025-2026
- Promu de 2. Bundesliga 2024-2025

| Club                     | Se maintient depuis | Classement 2024-2025 | Entraîneur        | Depuis | Stade                   | Capacité théorique |
| ------------------------ | ------------------- | -------------------- | ----------------- | ------ | ----------------------- | ------------------ |
| Bayern Munich            | 1965                | 1er                  | Vincent Kompany   | 2024   | Allianz Arena           | 75 000             |
| Bayer 04 Leverkusen      | 1979                | 2e                   | Erik ten Hag      | 2025   | BayArena                | 30 210             |
| Eintracht Francfort      | 2012                | 3e                   | Dino Toppmöller   | 2021   | Commerzbank-Arena       | 51 500             |
| Borussia Dortmund        | 1976                | 4e                   | Niko Kovač        | 2025   | Signal Iduna Park       | 81 359             |
| SC Fribourg              | 2016                | 5e                   | Julian Schuster   | 2024   | Europa-Park-Stadion     | 34 700             |
| 1. FSV Mayence 05        | 2009                | 6e                   | Bo Henriksen      | 2024   | MEWA Arena              | 34 034             |
| RB Leipzig               | 2016                | 7e                   | Ole Werner        | 2025   | Red Bull Arena          | 44 345             |
| Werder Brême             | 2022                | 8e                   | Horst Steffen     | 2025   | wohninvest Weserstadion | 42 500             |
| VfB Stuttgart            | 2020                | 9e                   | Sebastian Hoeneß  | 2023   | MHPArena                | 60 441             |
| Borussia Mönchengladbach | 2008                | 10e                  | Gerardo Seoane    | 2022   | Borussia-Park           | 54 067             |
| VfL Wolfsburg            | 1997                | 11e                  | Paul Simonis      | 2025   | Volkswagen-Arena        | 30 000             |
| FC Augsbourg             | 2011                | 12e                  | Sandro Wagner     | 2025   | WWK Arena               | 30 660             |
| 1. FC Union Berlin       | 2019                | 13e                  | Steffen Baumgart  | 2025   | An der Alten Försterei  | 22 012             |
| FC St. Pauli             | 2024                | 14e                  | Alexander Blessin | 2024   | Millerntor-Stadion      | 29 546             |
| TSG Hoffenheim           | 2008                | 15e                  | Christian Ilzer   | 2024   | PreZero Arena           | 30 150             |
| 1. FC Heidenheim         | 2023                | 16e                  | Frank Schmidt     | 2007   | Voith-Arena             | 15 000             |
| 1. FC Cologne            | 2025                | 1er (2. B)           | Lukas Kwasniok    | 2025   | RheinEnergieStadion     | 50 000             |
| Hambourg SV              | 2025                | 2e (2. B)            | Merlin Polzin     | 2025   | Volksparkstadion        | 57 000             |

## Palmarès

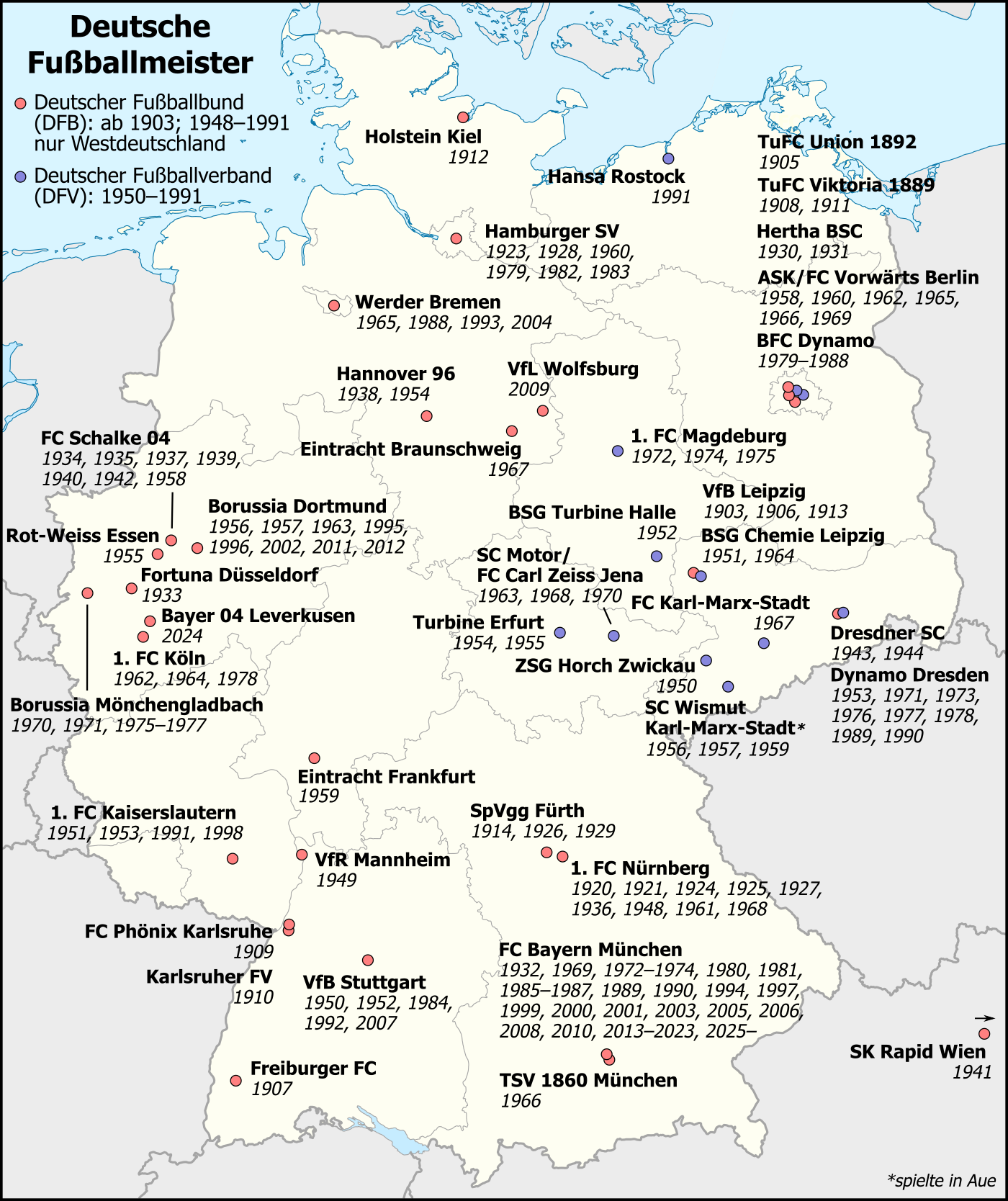
Clubs champions d'Allemagne

### Palmarès avant 1964
- 1903 : VfB Leipzig (1)
- 1904 : Pas de champion
- 1905 : Blau-Weiß Berlin (1)
- 1906 : VfB Leipzig (2)
- 1907 : Freiburger FC (1)
- 1908 : Viktoria Berlin (1)
- 1909 : Phönix Karlsruhe (1)
- 1910 : Karlsruher FV (1)
- 1911 : Viktoria Berlin (2)
- 1912 : Holstein Kiel (1)
- 1913 : VfB Leipzig (3)
- 1914 : Greuther Fürth (1)
- Non jouée entre 1914 et 1918 (première guerre mondiale)
- 1919 : Non jouée
- 1920 : FC Nuremberg (1)
- 1921 : FC Nuremberg (2)
- 1922 : Non attribué
- 1923 : Hambourg SV (1)
- 1924 : FC Nuremberg (3)
- 1925 : FC Nuremberg (4)
- 1926 : Greuther Fürth (2)
- 1927 : FC Nuremberg (5)
- 1928 : Hambourg SV (2)
- 1929 : Greuther Fürth (3)
- 1930 : Hertha BSC Berlin (1)
- 1931 : Hertha BSC Berlin (2)
- 1932 : Bayern Munich (1)
- 1933 : Fortuna Düsseldorf (1)
- 1934 : Schalke 04 (1)
- 1935 : Schalke 04 (2)
- 1936 : FC Nuremberg (6)
- 1937 : Schalke 04 (3)
- 1938 : Hanovre 96 (1)
- 1939 : Schalke 04 (4)
- 1940 : Schalke 04 (5)
- 1941 : Rapid Vienne (1)[15]
- 1942 : Schalke 04 (6)
- 1943 : Dresdner SC (1)
- 1944 : Dresdner SC (2)
- Non jouée entre 1945 et 1947
- 1948 : FC Nuremberg (7)
- 1949 : VfR Mannheim (1)
- 1950 : VfB Stuttgart (1)
- 1951 : FC Kaiserslautern (1)
- 1952 : VfB Stuttgart (2)
- 1953 : FC Kaiserslautern (2)
- 1954 : Hanovre 96 (2)
- 1955 : Rot-Weiss Essen (1)
- 1956 : Borussia Dortmund (1)
- 1957 : Borussia Dortmund (2)
- 1958 : Schalke 04 (7)
- 1959 : Eintracht Francfort (1)
- 1960 : Hambourg SV (3)
- 1961 : FC Nuremberg (8)
- 1962 : FC Cologne (1)
- 1963 : Borussia Dortmund (3)

### Palmarès après 1964
En 1962, quelques semaines après que la Nationalmannschaft a été éliminée en quart de finale de la Coupe du monde disputée au Chili, par la Yougoslavie, le nouveau président de la DFB, Hermann Gössmann insista sur la nécessité de professionnaliser le championnat national et surtout de passer à une poule unique. Le 28 juillet 1962 à Dortmund, il fut décidé que ce championnat professionnel débuterait à la saison 1963-1964. Ainsi naquit la Ligue fédérale (en allemand Bundesliga).
Lors de la saison 1991-1992, il y eut exceptionnellement 20 clubs à la suite de l'ajout de deux clubs du championnat de RDA. Cette action avait été décidée à la suite de la réunification.
Une victoire donna trois points au vainqueur d'une rencontre (contre 2 précédemment) à partir de la saison 1995-1996.
| Saison    | Clubs | Matches | Champion                     | Pts | Dauphin                  | Pts | Moyenne spectateurs | Meilleur buteur                                                       | Buts |
| --------- | ----- | ------- | ---------------------------- | --- | ------------------------ | --- | ------------------- | --------------------------------------------------------------------- | ---- |
| 1963-1964 | 16    | 240     | FC Cologne (2)               | 45  | MSV Duisbourg            | 39  | 27 610              | Seeler (Hambourg SV)                                                  | 30   |
| 1964-1965 | 16    | 240     | Werder Brême (1)             | 41  | FC Cologne               | 38  | 28 778              | Brunnenmeier (TSV Munich 1860)                                        | 24   |
| 1965-1966 | 18    | 306     | TSV Munich 1860 (1)          | 50  | Borussia Dortmund        | 47  | 24 761              | Emmerich (1) (Borussia Dortmund)                                      | 31   |
| 1966-1967 | 18    | 306     | Eintracht Brunswick (1)      | 43  | TSV Munich 1860          | 41  | 24 637              | Emmerich (2) (Borussia Dortmund) G. Müller (1) (Bayern Munich)        | 28   |
| 1967-1968 | 18    | 306     | FC Nuremberg (9)             | 47  | Werder Brême             | 44  | 21 148              | Löhr (FC Cologne)                                                     | 27   |
| 1968-1969 | 18    | 306     | Bayern Munich (2)            | 46  | Aix-la-Chapelle          | 38  | 22 076              | G. Müller (2) (Bayern Munich)                                         | 30   |
| 1969-1970 | 18    | 306     | Borussia Mönchengladbach (1) | 51  | Bayern Munich            | 47  | 20 533              | G. Müller (3) (Bayern Munich)                                         | 38   |
| 1970-1971 | 18    | 306     | Borussia Mönchengladbach (2) | 50  | Bayern Munich            | 48  | 21 484              | Kobluhn (Rot-Weiss Oberhausen)                                        | 24   |
| 1971-1972 | 18    | 306     | Bayern Munich (3)            | 55  | Schalke 04               | 52  | 18 707              | G. Müller (4) (Bayern Munich)                                         | 40   |
| 1972-1973 | 18    | 306     | Bayern Munich (4)            | 54  | FC Cologne               | 43  | 17 468              | G. Müller (5) (Bayern Munich)                                         | 36   |
| 1973-1974 | 18    | 306     | Bayern Munich (5)            | 49  | Borussia Mönchengladbach | 48  | 22 205              | G. Müller (6) (Bayern Munich) Heynckes (1) (Borussia Mönchengladbach) | 30   |
| 1974-1975 | 18    | 306     | Borussia Mönchengladbach (3) | 50  | Hertha BSC Berlin        | 44  | 22 668              | Heynckes (2) (Borussia Mönchengladbach)                               | 27   |
| 1975-1976 | 18    | 306     | Borussia Mönchengladbach (4) | 45  | Hambourg SV              | 41  | 23 269              | Fischer (Schalke 04)                                                  | 29   |
| 1976-1977 | 18    | 306     | Borussia Mönchengladbach (5) | 44  | Schalke 04               | 43  | 25 566              | D. Müller (1) (FC Cologne)                                            | 34   |
| 1977-1978 | 18    | 306     | FC Cologne (3)               | 48  | Borussia Mönchengladbach | 48  | 27 613              | G. Müller (7) (Bayern Munich) D. Müller (2) (FC Cologne)              | 24   |
| 1978-1979 | 18    | 306     | Hambourg SV (4)              | 49  | VfB Stuttgart            | 48  | 25 884              | K. Allofs (1) (Fortuna Düsseldorf)                                    | 22   |
| 1979-1980 | 18    | 306     | Bayern Munich (6)            | 50  | Hambourg SV              | 48  | 24 274              | K-H Rummenigge (1) (Bayern Munich)                                    | 26   |
| 1980-1981 | 18    | 306     | Bayern Munich (7)            | 53  | Hambourg SV              | 49  | 24 066              | K-H Rummenigge (2) (Bayern Munich)                                    | 29   |
| 1981-1982 | 18    | 306     | Hambourg SV (5)              | 48  | FC Cologne               | 45  | 21 877              | Hrubesch (Hambourg SV)                                                | 27   |
| 1982-1983 | 18    | 306     | Hambourg SV (6)              | 52  | Werder Brême             | 52  | 21 179              | Völler (Werder Brême)                                                 | 23   |
| 1983-1984 | 18    | 306     | VfB Stuttgart (3)            | 48  | Hambourg SV              | 48  | 20 634              | K-H Rummenigge (3) (Bayern Munich)                                    | 26   |
| 1984-1985 | 18    | 306     | Bayern Munich (8)            | 50  | Werder Brême             | 46  | 19 837              | K. Allofs (2) (FC Cologne)                                            | 26   |
| 1985-1986 | 18    | 306     | Bayern Munich (9)            | 49  | Werder Brême             | 49  | 18 392              | Kuntz (1) (VfL Bochum)                                                | 22   |
| 1986-1987 | 18    | 306     | Bayern Munich (10)           | 53  | Hambourg SV              | 47  | 20 555              | Rahn (Borussia Mönchengladbach)                                       | 24   |
| 1987-1988 | 18    | 306     | Werder Brême (2)             | 52  | Bayern Munich            | 48  | 19 692              | Klinsmann (VfB Stuttgart)                                             | 19   |
| 1988-1989 | 18    | 306     | Bayern Munich (11)           | 50  | FC Cologne               | 45  | 18 934              | Wohlfarth (1) (Bayern Munich) T. Allofs (FC Cologne)                  | 17   |
| 1989-1990 | 18    | 306     | Bayern Munich (12)           | 49  | FC Cologne               | 43  | 21 237              | Andersen (Eintracht Francfort)                                        | 18   |
| 1990-1991 | 18    | 306     | FC Kaiserslautern (3)        | 48  | Bayern Munich            | 45  | 21 696              | Wohlfarth (2) (Bayern Munich)                                         | 21   |
| 1991-1992 | 20    | 380     | VfB Stuttgart (4)            | 52  | Borussia Dortmund        | 52  | 24 244              | Walter (VfB Stuttgart)                                                | 22   |
| 1992-1993 | 18    | 306     | Werder Brême (3)             | 48  | Bayern Munich            | 47  | 26 233              | Kirsten (1) (Bayer Leverkusen) Yeboah (1) (Eintracht Francfort)       | 20   |
| 1993-1994 | 18    | 306     | Bayern Munich (13)           | 44  | FC Kaiserslautern        | 43  | 27 136              | Kuntz (2) (FC Kaiserslautern) Yeboah (2) (Eintracht Francfort)        | 18   |
| 1994-1995 | 18    | 306     | Borussia Dortmund (4)        | 49  | Werder Brême             | 48  | 30 049              | Basler (Werder Brême) Herrlich (Borussia Mönchengladbach)             | 20   |
| 1995-1996 | 18    | 306     | Borussia Dortmund (5)        | 68  | Bayern Munich            | 62  | 30 795              | Bobic (VfB Stuttgart)                                                 | 17   |
| 1996-1997 | 18    | 306     | Bayern Munich (14)           | 71  | Bayer Leverkusen         | 69  | 30 859              | Kirsten (2) (Bayer Leverkusen)                                        | 22   |
| 1997-1998 | 18    | 306     | FC Kaiserslautern (4)        | 68  | Bayern Munich            | 66  | 32 995              | Kirsten (3) (Bayer Leverkusen)                                        | 22   |
| 1998-1999 | 18    | 306     | Bayern Munich (15)           | 78  | Bayer Leverkusen         | 63  | 32 754              | Preetz (Hertha BSC Berlin)                                            | 23   |
| 1999-2000 | 18    | 306     | Bayern Munich (16)           | 73  | Bayer Leverkusen         | 73  | 31 180              | Max (1) (TSV Munich 1860)                                             | 19   |
| 2000-2001 | 18    | 306     | Bayern Munich (17)           | 63  | Schalke 04               | 62  | 30 912              | Barbarez (Hambourg SV) Sand (Schalke 04)                              | 22   |
| 2001-2002 | 18    | 306     | Borussia Dortmund (6)        | 70  | Bayer Leverkusen         | 69  | 33 030              | Amoroso (Borussia Dortmund) Max (2) (TSV Munich 1860)                 | 18   |
| 2002-2003 | 18    | 306     | Bayern Munich (18)           | 75  | VfB Stuttgart            | 59  | 34 198              | Élber (Bayern Munich) Christiansen (VfL Bochum)                       | 21   |
| 2003-2004 | 18    | 306     | Werder Brême (4)             | 74  | Bayern Munich            | 68  | 37 481              | Aílton (Werder Brême)                                                 | 28   |
| 2004-2005 | 18    | 306     | Bayern Munich (19)           | 77  | Schalke 04               | 63  | 37 806              | Mintal (FC Nuremberg)                                                 | 24   |
| 2005-2006 | 18    | 306     | Bayern Munich (20)           | 75  | Werder Brême             | 70  | 40 775              | Klose (Werder Brême)                                                  | 25   |
| 2006-2007 | 18    | 306     | VfB Stuttgart (5)            | 70  | Schalke 04               | 68  | 38 888              | Ghékas (VfL Bochum)                                                   | 20   |
| 2007-2008 | 18    | 306     | Bayern Munich (21)           | 76  | Werder Brême             | 66  | 39 444              | Toni (Bayern Munich)                                                  | 24   |
| 2008-2009 | 18    | 306     | VfL Wolfsbourg (1)           | 69  | Bayern Munich            | 67  | 41 904              | Grafite (VfL Wolfsbourg)                                              | 28   |
| 2009-2010 | 18    | 306     | Bayern Munich (22)           | 70  | Schalke 04               | 65  | 41 802              | Džeko (VfL Wolfsbourg)                                                | 22   |
| 2010-2011 | 18    | 306     | Borussia Dortmund (7)        | 75  | Bayer Leverkusen         | 68  | 42 673              | Gómez (Bayern Munich)                                                 | 28   |
| 2011-2012 | 18    | 306     | Borussia Dortmund (8)        | 81  | Bayern Munich            | 73  | 45 116              | Huntelaar (Schalke 04)                                                | 29   |
| 2012-2013 | 18    | 306     | Bayern Munich (23)           | 91  | Borussia Dortmund        | 66  | 42 646              | Kießling (Bayer Leverkusen)                                           | 25   |
| 2013-2014 | 18    | 306     | Bayern Munich (24)           | 90  | Borussia Dortmund        | 71  | 43 502              | Lewandowski (Borussia Dortmund)                                       | 20   |
| 2014-2015 | 18    | 306     | Bayern Munich (25)           | 79  | VfL Wolfsbourg           | 69  | 43 527              | Meier (Eintracht Francfort)                                           | 19   |
| 2015-2016 | 18    | 306     | Bayern Munich (26)           | 88  | Borussia Dortmund        | 78  | 43 300              | Lewandowski (2) (Bayern Munich)                                       | 30   |
| 2016-2017 | 18    | 306     | Bayern Munich (27)           | 82  | RB Leipzig               | 67  | 41 514              | Aubameyang (Borussia Dortmund)                                        | 31   |
| 2017-2018 | 18    | 306     | Bayern Munich (28)           | 84  | FC Schalke 04            | 63  | 44 646              | Lewandowski (3) (Bayern Munich)                                       | 29   |
| 2018-2019 | 18    | 306     | Bayern Munich (29)           | 78  | Borussia Dortmund        | 76  | 43 458              | Lewandowski (4) (Bayern Munich)                                       | 22   |
| 2019-2020 | 18    | 306     | Bayern Munich (30)           | 82  | Borussia Dortmund        | 69  | 29 781              | Lewandowski (5) (Bayern Munich)                                       | 34   |
| 2020-2021 | 18    | 306     | Bayern Munich (31)           | 78  | RB Leipzig               | 65  | 535                 | Lewandowski (6) (Bayern Munich)                                       | 41   |
| 2021-2022 | 18    | 306     | Bayern Munich (32)           | 77  | Borussia Dortmund        | 69  | 21 039              | Lewandowski (7) (Bayern Munich)                                       | 35   |
| 2022-2023 | 18    | 306     | Bayern Munich (33)           | 71  | Borussia Dortmund        | 71  | 42 992              | Nkunku (RB Leipzig) Füllkrug (Werder Brême)                           | 16   |
| 2023-2024 | 18    | 306     | Bayer Leverkusen (1)         | 90  | VfB Stuttgart            | 73  | 39 475              | Harry Kane (1) (Bayern Munich)                                        | 36   |
| 2024-2025 | 18    | 306     | Bayern Munich (34)           | 82  | Bayer Leverkusen         | 69  | 38 662              | Harry Kane (2) (Bayern Munich)                                        | 26   |
| Saison    | Clubs | Matches | Champion                     | Pts | Dauphin                  | Pts | Moyenne spectateurs | Meilleur buteur                                                       | Buts |

(en gras, le record du plus grand nombre de buts par un joueur inscrits sur une saison de Bundesliga)

## Bilan
| Rang | Clubs                    | Titres | Années |
| ---- | ------------------------ | ------ | --- |
| 1    | Bayern Munich            | 34     | 1932, 1969, 1972, 1973, 1974, 1980, 1981, 1985, 1986, 1987, 1989, 1990, 1994, 1997, 1999, 2000, 2001, 2003, 2005, 2006, 2008, 2010, 2013, 2014, 2015, 2016, 2017, 2018, 2019, 2020, 2021, 2022, 2023, 2025 |
| 2    | FC Nuremberg             | 9      | 1920, 1921, 1924, 1925, 1927, 1936, 1948, 1961, 1968 |
| 3    | Borussia Dortmund        | 8      | 1956, 1957, 1963, 1995, 1996, 2002, 2011, 2012 |
| 4    | Schalke 04               | 7      | 1934, 1935, 1937, 1939, 1940, 1942, 1958 |
| 5    | Hambourg SV              | 6      | 1923, 1928, 1960, 1979, 1982, 1983 |
| 6    | Borussia Mönchengladbach | 5      | 1970, 1971, 1975, 1976, 1977 |
| 6    | VfB Stuttgart            | 5      | 1950, 1952, 1984, 1992, 2007 |
| 8    | Werder Brême             | 4      | 1965, 1988, 1993, 2004 |
| 8    | FC Kaiserslautern        | 4      | 1951, 1953, 1991, 1998 |
| 10   | FC Cologne               | 3      | 1962, 1964, 1978 |
| 10   | Greuther Fürth           | 3      | 1914, 1926, 1929 |
| 10   | VfB Leipzig              | 3      | 1903, 1906, 1913 |
| 13   | BFC Viktoria 89 Berlin   | 2      | 1908, 1911 |
| 13   | Hertha Berlin            | 2      | 1930, 1931 |
| 13   | Dresdner SC              | 2      | 1943, 1944 |
| 13   | Hanovre 96               | 2      | 1938, 1954 |
| 17   | SV Blau-Weiß Berlin      | 1      | 1905 |
| 17   | Freiburger FC            | 1      | 1907 |
| 17   | Phönix Karlsruhe         | 1      | 1909 |
| 17   | Karlsruher FV            | 1      | 1910 |
| 17   | Holstein Kiel            | 1      | 1912 |
| 17   | Fortuna Düsseldorf       | 1      | 1933 |
| 17   | Rapid Vienne             | 1      | 1941 |
| 17   | VfR Mannheim             | 1      | 1949 |
| 17   | Rot-Weiss Essen          | 1      | 1955 |
| 17   | Eintracht Francfort      | 1      | 1959 |
| 17   | Munich 1860              | 1      | 1966 |
| 17   | Eintracht Brunswick      | 1      | 1967 |
| 17   | VfL Wolfsbourg           | 1      | 2009 |
| 17   | Bayer Leverkusen         | 1      | 2024 |

Une étoile pour 3 titres obtenus depuis l'instauration de la Bundesliga (1963) - Deux étoiles pour 5 titres - Trois étoiles pour 10 titres - Quatre étoiles pour 20 titres - Cinq étoiles pour 30 titres

## Statistiques

### Joueurs les plus titrés
Mise à jour le 4 mai 2025.
| Nom                    | Titres | Éditions                                                                                       |
| ---------------------- | ------ | ---------------------------------------------------------------------------------------------- |
| Thomas Müller          | 13     | 2010, 2013, 2014, 2015, 2016, 2017, 2018, 2019, 2020, 2021, 2022, 2023, 2025 (Bayern Munich)   |
| Manuel Neuer           | 12     | 2013, 2014, 2015, 2016, 2017, 2018, 2019, 2020, 2021, 2022, 2023, 2025 (Bayern Munich)         |
| David Alaba            | 10     | 2010, 2013, 2014, 2015, 2016, 2017, 2018, 2019, 2020, 2021 (Bayern Munich)                     |
| Robert Lewandowski     | 10     | 2011, 2012 (Borussia Dortmund), 2015, 2016, 2017, 2018, 2019, 2020, 2021, 2022 (Bayern Munich) |
| Franck Ribéry          | 9      | 2008, 2010, 2013, 2014, 2015, 2016, 2017, 2018, 2019 (Bayern Munich)                           |
| Jérôme Boateng         | 9      | 2013, 2014, 2015, 2016, 2017, 2018, 2019, 2020, 2021 (Bayern Munich)                           |
| Javi Martinez          | 9      | 2013, 2014, 2015, 2016, 2017, 2018, 2019, 2020, 2021 (Bayern Munich)                           |
| Joshua Kimmich         | 9      | 2016, 2017, 2018, 2019, 2020, 2021, 2022, 2023, 2025 (Bayern Munich)                           |
| Kingsley Coman         | 9      | 2016, 2017, 2018, 2019, 2020, 2021, 2022, 2023, 2025 (Bayern Munich)                           |
| Arjen Robben           | 8      | 2010, 2013, 2014, 2015, 2016, 2017, 2018, 2019 (Bayern Munich)                                 |
| Oliver Kahn            | 8      | 1997, 1999, 2000, 2001, 2003, 2005, 2006, 2008 (Bayern Munich)                                 |
| Philipp Lahm           | 8      | 2006, 2008, 2010, 2013, 2014, 2015, 2016, 2017 (Bayern Munich)                                 |
| Bastian Schweinsteiger | 8      | 2003, 2005, 2006, 2008, 2010, 2013, 2014, 2015 (Bayern Munich)                                 |
| Rafinha                | 7      | 2013, 2014, 2015, 2016, 2017, 2018, 2019 (Bayern Munich)                                       |
| Klaus Augenthaler      | 7      | 1980, 1981, 1985, 1986, 1987, 1989, 1990 (Bayern Munich)                                       |

En gras, les joueurs encore actifs dans le championnat allemand.

### Joueurs les plus capés depuis l'ère de la Bundesliga
Mise à jour le 12 mai 2025.
| Rang | Joueurs           | Matches |
| ---- | ----------------- | ------- |
| 1    | Karl-Heinz Körbel | 602     |
| 2    | Manfred Kaltz     | 581     |
| 3    | Oliver Kahn       | 557     |
| 4    | Klaus Fichtel     | 552     |
| 5    | Miroslav Votava   | 546     |
| 6    | Klaus Fischer     | 535     |
| 7    | Eike Immel        | 534     |
| 8    | Manuel Neuer      | 522     |
| 9    | Willi Neuberger   | 520     |
| 10   | Michael Lameck    | 518     |

### Meilleurs buteurs depuis l'ère de la Bundesliga
Mise à jour le 14 mai 2022.
| Rang | Joueurs             | Buts |
| ---- | ------------------- | ---- |
| 1    | Gerd Müller         | 365  |
| 2    | Robert Lewandowski  | 312  |
| 3    | Klaus Fischer       | 268  |
| 4    | Jupp Heynckes       | 220  |
| 5    | Manfred Burgsmüller | 213  |
| 6    | Claudio Pizarro     | 197  |
| 7    | Ulf Kirsten         | 181  |
| 8    | Stefan Kuntz        | 179  |
| 9    | Klaus Allofs        | 177  |
| 9    | Dieter Müller       | 177  |

### Autres
- Le 17 février 2017, l'international allemand Karim Bellarabi inscrit le 50 000e but dans l'histoire de la Bundesliga[17].
- Mirko Votava est le joueur le plus âgé, il marque à 40 ans le 24 août 1996 avec le Werder Brême.
- Youssoufa Moukoko est le plus jeune buteur de la Bundesliga. Il inscrit son premier but à 16 ans et 28 jours, le 18 décembre 2020 avec le Borussia Dortmund. Il devient à cette occasion le deuxième plus jeune buteur des cinq grands championnats après Amedeo Amadei à 15 ans et 287 jours avec l'AS Rome en 1937.
- Dieter Müller est le joueur à avoir marqué le plus de buts dans une rencontre, 6 buts lors de la victoire du FC Cologne contre le Werder Brême, le  août 1977 (score final 7-2).
- Avec 26 buts marqués Hans-Jörg Butt est le gardien de but ayant marqué le plus de buts.
- But le plus rapide : 9 secondes de jeu
  - Karim Bellarabi (Bayer Leverkusen)  le 23 août 2014, durant la victoire 2-0 face au Borussia Dortmund lors de la 1re journée de championnat 2014-2015 au Signal Iduna Park de Dortmund[18].
  - Kevin Volland (Hoffenheim) le 22 août 2015, durant la défaite 2-1 face au Bayern Munich lors de la 2e journée de championnat 2015-2016 au PreZero Arena de Sinsheim-Hoffenheim[19].

## Aspects socio-économiques

### Transferts
| Rang | Joueurs          | Indemnité | Provenance                         | Année |
| ---- | ---------------- | --------- | ---------------------------------- | ----- |
| 1er  | Harry Kane       | 100 M€    | Tottenham Hotspur → Bayern Munich  | 2023  |
| 2e   | Lucas Hernandez  | 80 M€     | Atlético de Madrid → Bayern Munich | 2019  |
| 3e   | Matthijs de Ligt | 67 M€     | Juventus FC → Bayern Munich        | 2022  |
| 4e   | Kim Min-jae      | 50 M€     | SSC Naples → Bayern Munich         | 2023  |
| 5e   | Leroy Sané       | 49 M€     | Manchester City → Bayern Munich    | 2020  |
| 6e   | Julian Draxler   | 43 M€     | Schalke 04 → VfL Wolfsburg         | 2015  |
| 7e   | Dayot Upamecano  | 42,50 M€  | RB Leipzig → Bayern Munich         | 2021  |
| 8e   | Corentin Tolisso | 41,50 M€  | Olympique lyonnais → Bayern Munich | 2017  |
| 9e   | Javi Martínez    | 40 M€     | Athletic Bilbao → Bayern Munich    | 2012  |
| 10e  | Arturo Vidal     | 39,25 M€  | Juventus FC → Bayern Munich        | 2015  |

| Rang | Joueurs                   | Indemnité | Destination                               | Année |
| ---- | ------------------------- | --------- | ----------------------------------------- | ----- |
| 1er  | Ousmane Dembélé           | 135 M€    | Borussia Dortmund → FC Barcelone          | 2017  |
| 2e   | Jude Bellingham           | 103 M€    | Borussia Dortmund → Real Madrid           | 2023  |
| 3e   | Randal Kolo Muani         | 95 M€     | Eintracht Francfort → Paris Saint-Germain | 2023  |
| 4e   | Joško Gvardiol            | 90 M€     | RB Leipzig → Manchester City              | 2023  |
| 5e   | Jadon Sancho              | 85 M€     | Borussia Dortmund → Manchester United     | 2021  |
| 6e   | Kai Havertz               | 80 M€     | Bayer Leverkusen → Chelsea FC             | 2020  |
| 7e   | Kevin De Bruyne           | 76 M€     | VfL Wolfsburg → Manchester City           | 2015  |
| 8e   | Dominik Szoboszlai        | 70 M€     | RB Leipzig → Liverpool FC                 | 2023  |
| 9e   | Christian Pulisic         | 64 M€     | Borussia Dortmund → Chelsea FC            | 2018  |
| 10e  | Pierre-Emerick Aubameyang | 63,75 M€  | Borussia Dortmund → Arsenal FC            | 2017  |

## Compétitions internationales

### Palmarès continental
Le tableau suivant récapitule le palmarès du football allemand dans les coupes d'Europe organisées par l'Union des associations européennes de football (UEFA). Les clubs en gras indiquent les succès en finale, le reste correspond aux défaites subies en finale continentale.
| Année | Ligue des champions & Coupe des clubs champions | Coupe des vainqueurs de coupe (1961-1999) | Ligue Europa & Coupe UEFA                    | Supercoupe d'Europe | Ligue Conférence & Coupe Intertoto (1995-2008) |
| ----- | ----------------------------------------------- | ----------------------------------------- | -------------------------------------------- | ------------------- | ---------------------------------------------- |
| 1960  | Eintracht Francfort                             |                                           |                                              |                     |                                                |
| 1965  |                                                 | TSV 1860 Munich                           |                                              |                     |                                                |
| 1966  |                                                 | Borussia Dortmund                         |                                              |                     |                                                |
| 1967  |                                                 | Bayern Munich                             |                                              |                     |                                                |
| 1968  |                                                 | Hambourg SV                               |                                              |                     |                                                |
| 1973  |                                                 |                                           | Borussia Mönchengladbach                     |                     |                                                |
| 1974  | Bayern Munich                                   |                                           |                                              |                     |                                                |
| 1975  | Bayern Munich                                   |                                           | Borussia Mönchengladbach                     | Bayern Munich       |                                                |
| 1976  | Bayern Munich                                   |                                           |                                              | Bayern Munich       |                                                |
| 1977  | Borussia Mönchengladbach                        | Hambourg SV                               |                                              | Hambourg SV         |                                                |
| 1979  |                                                 | Fortuna Düsseldorf                        | Borussia Mönchengladbach                     |                     |                                                |
| 1980  | Hambourg SV                                     |                                           | Eintracht Francfort Borussia Mönchengladbach |                     |                                                |
| 1982  | Bayern Munich                                   |                                           | Hambourg SV                                  |                     |                                                |
| 1983  | Hambourg SV                                     |                                           |                                              | Hambourg SV         |                                                |
| 1986  |                                                 |                                           | FC Cologne                                   |                     |                                                |
| 1987  | Bayern Munich                                   |                                           |                                              |                     |                                                |
| 1988  |                                                 |                                           | Bayer Leverkusen                             |                     |                                                |
| 1989  |                                                 |                                           | VfB Stuttgart                                |                     |                                                |
| 1992  |                                                 | Werder Brême                              |                                              | Werder Brême        |                                                |
| 1993  |                                                 |                                           | Borussia Dortmund                            |                     |                                                |
| 1996  |                                                 |                                           | Bayern Munich                                |                     | Karlsruher SC                                  |
| 1997  | Borussia Dortmund                               |                                           | Schalke 04                                   | Borussia Dortmund   |                                                |
| 1998  |                                                 | VfB Stuttgart                             |                                              |                     | Werder Brême                                   |
| 1999  | Bayern Munich                                   |                                           |                                              |                     |                                                |
| 2000  |                                                 |                                           |                                              |                     | VfB Stuttgart                                  |
| 2001  | Bayern Munich                                   |                                           | Bayern Munich                                |                     |                                                |
| 2002  | Bayer 04 Leverkusen                             | Borussia Dortmund                         |                                              | VfB Stuttgart       |                                                |
| 2003  |                                                 |                                           |                                              | Schalke 04          |                                                |
| 2004  |                                                 |                                           |                                              | Schalke 04          |                                                |
| 2005  |                                                 |                                           |                                              | Hambourg SV         |                                                |
| 2006  |                                                 |                                           |                                              | Hertha Berlin       |                                                |
| 2007  |                                                 |                                           |                                              | Hambourg SV         |                                                |
| 2008  |                                                 |                                           |                                              | VfB Stuttgart       |                                                |
| 2009  |                                                 | Werder Brême                              |                                              |                     |                                                |
| 2010  | Bayern Munich                                   |                                           |                                              |                     |                                                |
| 2012  | Bayern Munich                                   |                                           |                                              |                     |                                                |
| 2013  | Bayern Munich Borussia Dortmund                 |                                           | Bayern Munich                                |                     |                                                |
| 2020  | Bayern Munich                                   |                                           | Bayern Munich                                |                     |                                                |
| 2022  |                                                 | Eintracht Francfort                       | Eintracht Francfort                          |                     |                                                |
| 2024  | Borussia Dortmund                               | Bayer Leverkusen                          |                                              |                     |                                                |

Tableau récapitulant le palmarès du football allemand en coupes d'Europe,,
| Compétition          | Titres | Clubs |
| -------------------- | ------ | --- |
| Ligue des champions  | 8      | Bayern Munich (1974, 1975, 1976, 2001, 2013, 2020) Borussia Dortmund (1997) Hambourg SV (1983)                                        |
| Coupe des coupes     | 4      | Borussia Dortmund (1966) Bayern Munich (1967) Hambourg SV (1977) Werder Brême (1992)                                                  |
| Ligue Europa         | 7      | Borussia Mönchengladbach (1975, 1979) Eintracht Francfort (1980, 2022) Bayer Leverkusen (1988) Bayern Munich (1996) Schalke 04 (1997) |
| Coupe Intertoto      | 8      | Hambourg SV (2005, 2007) Schalke 04 (2003, 2004) VfB Stuttgart (2000, 2002) Werder Brême (1998) Karlsruher SC (1996)                  |
| Supercoupe de l'UEFA | 2      | Bayern Munich (2013, 2020) |

### Palmarès international
Tableau récapitulant le palmarès du football allemand dans les compétitions internationales inter-clubs.
| Compétition              | Titres | Clubs                                               |
| ------------------------ | ------ | --------------------------------------------------- |
| Coupe du monde des clubs | 2      | Bayern Munich (2013, 2020)                          |
| Coupe intercontinentale  | 3      | Bayern Munich (1976, 2001) Borussia Dortmund (1997) |

### Rang UEFA
Le championnat d'Allemagne pointe en 2023-2024 au 4e rang du classement du coefficient UEFA, derrière les championnats d'Angleterre, d'Italie et d'Espagne.
Le tableau suivant récapitule le classement du championnat d'Allemagne au coefficient UEFA depuis 1960.
| 1960 | 1961 | 1962 | 1963 | 1964 | 1965 | 1966 | 1967 | 1968 | 1969 | 1970 | 1971 | 1972 | 1973 | 1974 | 1975 | 1976 | 1977 | 1978 | 1979 |
| ---- | ---- | ---- | ---- | ---- | ---- | ---- | ---- | ---- | ---- | ---- | ---- | ---- | ---- | ---- | ---- | ---- | ---- | ---- | ---- |
| 9    | 10   | 9    | 10   | 8    | 8    | 5    | 6    | 6    | 6    | 5    | 5    | 4    | 4    | 3    | 2    | 1    | 1    | 1    | 1    |
| 1980 | 1981 | 1982 | 1983 | 1984 | 1985 | 1986 | 1987 | 1988 | 1989 | 1990 | 1991 | 1992 | 1993 | 1994 | 1995 | 1996 | 1997 | 1998 | 1999 |
| 1    | 1    | 1    | 1    | 1    | 3    | 2    | 3    | 3    | 2    | 1    | 2    | 2    | 3    | 3    | 3    | 4    | 4    | 2    | 3    |
| 2000 | 2001 | 2002 | 2003 | 2004 | 2005 | 2006 | 2007 | 2008 | 2009 | 2010 | 2011 | 2012 | 2013 | 2014 | 2015 | 2016 | 2017 | 2018 | 2019 |
| 3    | 4    | 4    | 4    | 4    | 5    | 5    | 5    | 5    | 4    | 4    | 3    | 3    | 3    | 3    | 3    | 2    | 2    | 4    | 4    |
| 2020 | 2021 | 2022 | 2023 | 2024 | 2025 |      |      |      |      |      |      |      |      |      |      |      |      |      |      |
| 3    | 4    | 4    | 3    | 4    | 4    |      |      |      |      |      |      |      |      |      |      |      |      |      |      |

- Premier
- Deuxième
- Troisième

Le tableau suivant affiche le coefficient actuel du championnat allemand.
| Rang | Pays      | 2020-2021 | 2021-2022 | 2022-2023 | 2023-2024 | 2024-2025 | Coefficient |
| ---- | --------- | --------- | --------- | --------- | --------- | --------- | ----------- |
| 2    | Italie    | 16,285    | 15,714    | 22,357    | 21,000    | 21,875    | 97,231      |
| 3    | Espagne   | 19,500    | 18,428    | 16,571    | 16,062    | 23,892    | 94,453      |
| 4    | Allemagne | 15,214    | 16,214    | 17,125    | 19,357    | 18,421    | 86,331      |
| 5    | France    | 7,916     | 18,416    | 12,583    | 16,250    | 17,928    | 73,093      |
| 6    | Pays-Bas  | 9,200     | 19,200    | 13,500    | 10,000    | 15,250    | 67,150      |

### Coefficient UEFA des clubs
| Rang | Club                | 2020-2021 | 2021-2022 | 2022-2023 | 2023-2024 | 2024-2025 | Coefficient |
| ---- | ------------------- | --------- | --------- | --------- | --------- | --------- | ----------- |
| 3    | Bayern Munich       | 27,000    | 26,000    | 27,000    | 28,000    | 27,250    | 135,250     |
| 8    | Borussia Dortmund   | 22,000    | 10,000    | 18,000    | 29,000    | 27,750    | 106,750     |
| 13   | Bayer Leverkusen    | 10,000    | 14,000    | 19,000    | 29,000    | 23,250    | 95,250      |
| 20   | RB Leipzig          | 17,000    | 17,000    | 18,000    | 18,000    | 8,000     | 78,000      |
| 23   | Eintracht Francfort | -         | 28,000    | 16,000    | 7,000     | 23,000    | 74,000      |
| 74   | SC Fribourg         | -         | -         | 15,000    | 13,000    | -         | 28,000      |
| 83   | Union Berlin        | -         | 5,000     | 12,000    | 6,000     | -         | 23,000      |
| 91   | TSG 1899 Hoffenheim | 12,000    | -         | -         | -         | 7,000     | 19,000      |